# Internationaux de France de tennis
Pour les articles homonymes, voir Roland Garros (homonymie).
Les Internationaux de France, ou tournoi de Roland-Garros, ou plus simplement Roland-Garros par métonymie, est un tournoi de tennis annuel sur terre battue, créé en 1891 sous le nom de Championnat de France de tennis, dans sa forme actuelle depuis 1925 et qui se tient depuis 1928 à Paris, dans le stade Roland-Garros.
Organisé par la Fédération française de tennis (FFT), il se déroule lors de la dernière semaine de mai et la première semaine de juin. Il fait partie des quatre tournois du Grand Chelem, le deuxième dans le calendrier après l'Open d'Australie qui se déroule en janvier ; suivent le tournoi de Wimbledon, en dernière semaine de juin et première semaine de juillet, puis l'US Open, commençant à la fin du mois d’août.
Les Internationaux de France de tennis sont le plus grand tournoi de la saison de tennis sur terre battue et le dernier tournoi du Grand Chelem se disputant sur cette surface, depuis que l'US Open a abandonné celle-ci en 1978. De nombreux joueurs issus de nombreuses régions du monde où le tennis se joue majoritairement sur terre battue, telles l'Amérique latine ou l'Europe du Sud, voient en Roland-Garros le plus important rendez-vous de l'année. Se jouant sur surface lente et n’incluant pas de jeu décisif dans la dernière manche jusqu'en 2021, le tournoi est parfois considéré comme le plus éprouvant physiquement de la saison de tennis.
Le record de victoires en simple, hommes et femmes confondus, appartient à Rafael Nadal qui s'est imposé quatorze fois entre 2005 et 2022. Ce record est aussi celui de tous les tournois du Grand Chelem, depuis que cette série existe.
En raison de la pandémie de Covid-19 en Europe, l'édition 2020 a été reportée en septembre, une première dans l'histoire du tournoi.

## Histoire

### Championnat de France international de tennis

#### Premières éditions
La première édition du « championnat de France international de tennis » se tient à Paris en 1891. Il est organisé par l'Union des sociétés françaises de sports athlétiques sur les courts du Racing Club de France.
Les courts sont en gazon.
Les championnats de France de tennis sont réservés, jusqu'en 1924 inclus, aux joueurs français et étrangers licenciés dans des clubs français. Le tournoi se tient alternativement sur les installations du Racing club de France et du Stade Français jusqu'en 1927. Le premier tournoi se dispute sur une journée, il y a seulement cinq participants (dont le Péruvien Carlos de Candamo). Le Britannique H. Briggs, licencié au Stade Français, s'impose dans le tournoi de simple messieurs, seul tournoi disputé. Trois participantes se rencontrent pour gagner le premier tournoi féminin en 1897 : Adine Masson l'emporte. En 1902, le tournoi de double mixte est créé, celui de double dames en 1907. En 1912, des championnats du monde sur terre battue sont créés, à l'initiative du fabricant de balles de tennis et mécène Duane Williams pour favoriser les joueurs terriens qui sont désavantagés par le gazon de Wimbledon. Ce tournoi fait de l'ombre aux championnats de France de tennis car il autorise tous les joueurs licenciés ou non en France à participer. Le tournoi disparait en 1923, en 1924 c'est le tournoi olympique à Paris qui prend sa place. En 1925, le Championnat de France disparaît. Les « Internationaux de France de tennis » peuvent s’affirmer. Dans le journal Le Figaro du 24 mai 1925, on peut lire : « Les Championnats Internationaux de France qui remplacent les Championnats du Monde sur terre battue se joueront... ».

#### Débuts du tournoi masculin

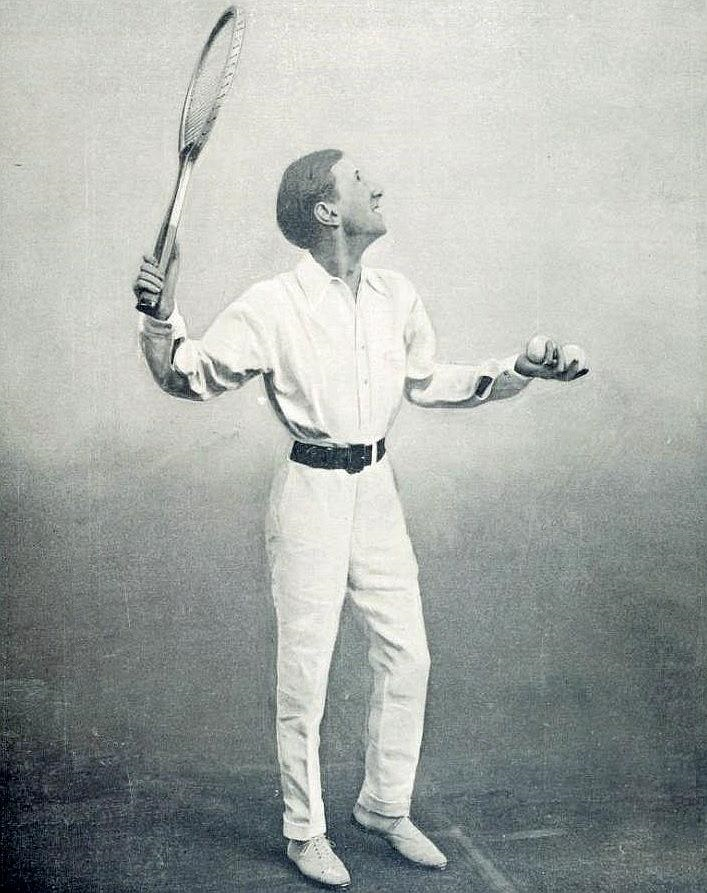
Maurice Germot.

Pour la seconde édition en 1892, Jean Schopfer devient le premier Français à remporter le championnat de France. Jean Schopfer est finaliste en 1893, s'inclinant contre Laurent Riboulet. André Vacherot est vainqueur des éditions 1894, 1895 et 1896. De 1897 à 1900, Paul Aymé remporte quatre fois de suite le tournoi. En 1901, pour la première édition du XXe siècle, André Vacherot bat Paul Lebreton qui échoue une troisième fois en finale. Le frère du quadruple lauréat André Vacherot, Michel Vacherot, remporte le tournoi en 1902 contre Max Decugis avant que celui-ci ne remporte à de nombreuses reprises la compétition. En 1903, Max Decugis domine André Vacherot. Les deux même joueurs se retrouvent en finale l'année suivante et le résultat est le même. En 1905 et 1906, Maurice Germot domine la compétition. Decugis triomphe à nouveau en 1907, 1908 et 1909, cette dernière édition se joue à Bordeaux. Le tournoi s'installe définitivement à Paris en 1910. Germot obtient un troisième titre en 1910 après avoir battu François Blanchy en finale. Il atteint une nouvelle fois la finale en 1911 mais André Gobert gagne le match et son premier championnat de France. Max Decugis remporte encore trois fois le tournoi en 1912, 1913 et 1914. Il prive André Gobert, Georges Gault et Jean Samazeuilh des derniers titres de l'avant-guerre.

#### De Masson à Broquedis, les premières lauréates

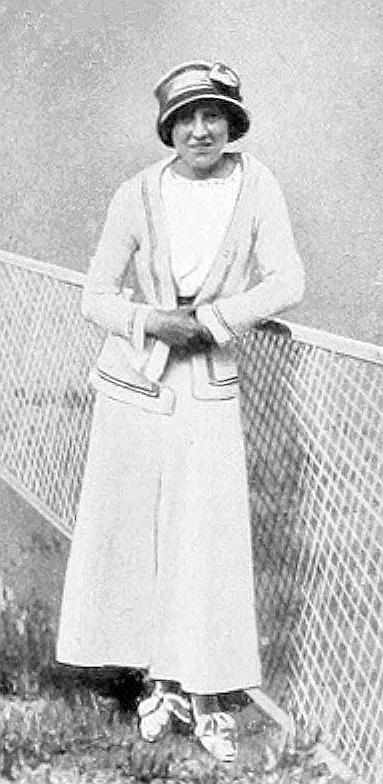
Marguerite Broquedis.

Adine Masson remporte, en 1897, 1898 et 1899, les trois premières éditions du tournoi de simple dames. Elle remporte la première finale contre Mme P. Girod sur le score de 6-3, 6-1. Seule concurrente en lice, elle est championne des deux éditions suivantes sans jouer. En 1900, Hélène Prévost devient la deuxième femme à remporter le tournoi. Mme Girod, finaliste de la première édition, remporte le tournoi en 1901 contre Leroux. Déjà triple lauréate, Adine Masson remporte deux autres fois le tournoi en 1902 et 1903 contre Mme Girod puis Kate Gillou Fenwick. Gillou Fenwick prend sa revanche contre Masson lors de l'édition suivante avant de remporter deux autres fois le titre contre Yvonne de Pfeffel en 1905 puis contre la Britannique Virginia MacVeagh en 1906, première étrangère à atteindre la finale. La comtesse de Kermel remporte le tournoi de 1907, battant Catherine d'Aliney d'Elva en finale. Kate Gillou Fenwick remporte son cinquième et dernier titre en 1908 contre A. Péan. Jeanne Matthey dépasse le record de trois victoires consécutives d'Adine Masson en remportant le tournoi quatre fois consécutivement entre 1909 et 1912. Double finaliste en 1910 et 1911, Marguerite Broquedis prend une revanche en 1913, battant Jeanne Matthey en finale, mettant fin à la série de victoires de son adversaire. Pour ce qui sera la dernière édition d'avant-guerre, Broquedis confirme sa victoire en battant Suzanne Lenglen, âgée de 14 ans et demi, qui devient la première star internationale du tennis après la Première Guerre mondiale.

#### Période de transition et domination de Lenglen

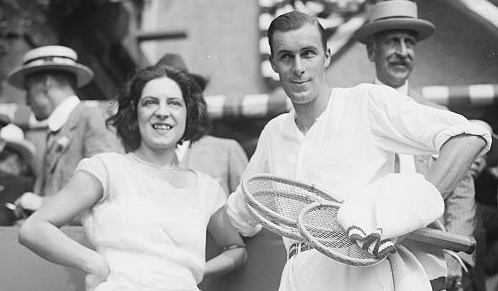
Suzanne Lenglen et Bill Tilden.

Après la pause contrainte due aux conséquences de la première guerre mondiale, de 1915 à 1919, le championnat de France amateur international de tennis reprend en 1920. Les vainqueurs des éditions d'avant-guerre sont toujours présents. En finale de1920, André Gobert remporte son second titre contre Max Decugis en cinq sets. En 1921, l'Américain Bill Tilden, numéro un mondial, joue à Paris pour la première fois. Il n'atteint pas la finale qui oppose Jean Samazeuilh au vainqueur de l'édition 1920, André Gobert ; Samazeuilh remporte le tournoi. Jean Samazeuilh atteint une nouvelle fois la finale en 1922 mais la perd contre Henri Cochet. En 1923, François Blanchy, 37 ans, bat Max Decugis, 41 ans. Cette finale est la dernière de Max Decugis, la fin d'une période où il a dominé le tennis français. Le début des années 1920 est marqué par de nouveaux joueurs. En 1924, a lieu la dernière édition des championnats de France. Ce sont les courts du Racing Club de France, à la Croix-Catelan qui accueillent la dernière édition avant la création des Internationaux de France. Deux Mousquetaires atteignent la finale : Jean Borotra y bat René Lacoste. La disparition des championnats du monde de terre battue lance le débat sur l'ouverture aux joueurs étrangers. Finalement, la décision est prise d'ouvrir le tournoi aux joueurs amateurs étrangers pour l'édition 1925.
Le début des années 1920, période de transition chez les messieurs, est dominée par Suzanne Lenglen chez les dames. De 1920 à 1923, Suzanne Lenglen remporte le tournoi quatre fois consécutivement. Elle gagne une première fois le tournoi, après une victoire en finale contre Marguerite Broquedis qui l’avait battue en 1914. Durant les trois années suivantes, elle bat Germaine Golding, sur abandon en 1921, en deux sets en 1922 et 1923. En 1924, Suzanne Lenglen, atteinte par une jaunisse, ne peut participer au tournoi. Julie Vlasto remporte la finale contre Jeanne Vaussard. De retour en 1925, Lenglen remporte le tournoi en 1925 et 1926, avant de devenir professionnelle.

### La création des Internationaux de France
En décembre 1924, le conseil de la Fédération française de lawn tennis décide d'ouvrir le tournoi aux joueurs étrangers, à l'exception des Allemands et des joueurs provenant de pays exclus de la Fédération Internationale. La première édition des Internationaux de France se tient sur les terrains du Stade français, dans le parc de Saint-Cloud, en 1925. Après que les Quatre Mousquetaires du tennis français ont remporté la Coupe Davis 1927, il est décidé de construire le stade Roland-Garros pour organiser la revanche. Le Stade français cède un terrain de trois hectares près de la porte d'Auteuil avec pour seule condition qu'il porte le nom d'un de ses membres. Le nom de Roland Garros est choisi par Émile Lesieur, président du Stade français et camarade de promotion d'HEC de Roland Garros. Licencié au Stade français, Roland Garros était mort dix ans auparavant pour la France, le 5 octobre 1918 peu avant la fin de la Première Guerre mondiale. Il était un aviateur célèbre pour avoir été le premier à réussir la traversée aérienne de la mer Méditerranée, en sept heures et cinquante-trois minutes. Le stade est inauguré en 1928, on ne peut ainsi parler de « tournoi de Roland-Garros » qu'à partir de 1928.

#### Les Quatre Mousquetaires

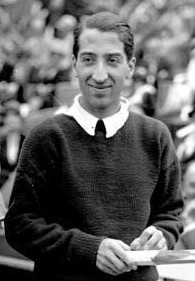
René Lacoste.

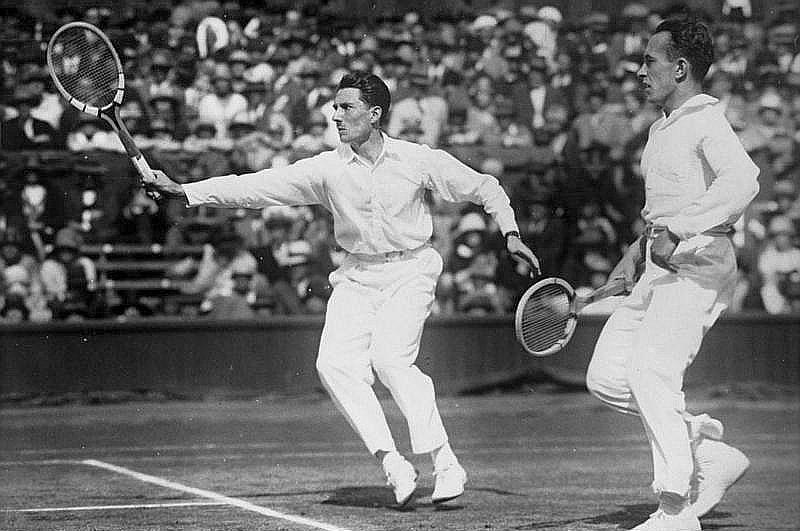
Jacques Brugnon à gauche et Henri Cochet à droite.

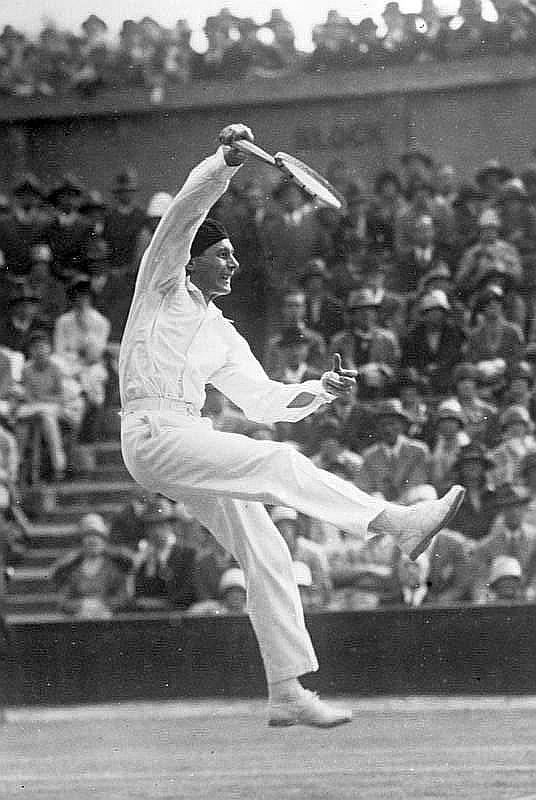
Jean Borotra.

Henri Cochet est le premier des Quatre Mousquetaires à remporter le tournoi dès 1922, quelques années avant l'impressionnante série de victoires de la France en Coupe Davis. Il bat en finale du tournoi, encore nommé Championnat de France amateur international de tennis, un autre Français, Jean Samazeuilh.
En 1924, deux Mousquetaires s'affrontent pour remporter ce qui est la dernière finale du Championnat de France amateur international de tennis : Jean Borotra et René Lacoste, le premier l'emporte en cinq sets. En 1925 sont créés les Internationaux de France. Les huit premières éditions sont remportées par l’un des quatre Mousquetaires. En 1925, à Saint-Cloud, Lacoste prend sa revanche contre Borotra en dominant la finale 7-5, 6-1, 6-4. L’année suivante, Lacoste est largement battu par Cochet qui remporte ainsi son second titre. À l'issue d'un match serré, Lacoste bat l'Américain Bill Tilden 6-4, 4-6, 5-7, 6-3, 11-9 lors de la finale 1927. Les tribunes, qui ne peuvent alors contenir plus de 5 000 spectateurs, sont pleines. Après quatre heures de jeu, Tilden mène 9-8 et 40/15 au cinquième set. Sur la première balle de match, Lacoste fait un retour gagnant. Sur la deuxième, Tilden croit servir un ace quand l'arbitre de ligne, Henri Cochet, crie « Faute ! ». Tilden, 34 ans, accuse le coup. Il perd le match sur une double faute deux jeux plus tard,. À la suite de cette victoire à Roland-Garros, les Français enchaînent avec un succès en Coupe Davis contre les Américains aux États-Unis après une ultime victoire de Cochet sur Johnson. En 1928, Cochet bat une nouvelle fois Lacoste. Lors de l'édition suivante, Lacoste bat Borotra qui échoue de peu de mettre fin à la série de victoires de Lacoste et Cochet. L'édition 1930 est marquée par le retour en finale de William Tilden qui perd cette fois-ci contre Cochet, lequel enregistre une quatrième victoire dans le tournoi. En 1931, Jean Borotra remporte son premier titre du Grand Chelem à Roland-Garros contre Christian Boussus. En 1932, Cochet remporte sa cinquième et dernière victoire en amateur contre l'Italien Giorgio De Stefani. En 1933, l'Australien John Crawford devient le premier étranger à remporter les Internationaux de France amateur en battant Cochet en finale.

#### De nouvelles championnes: Wills, Scriven, Sperling et Mathieu

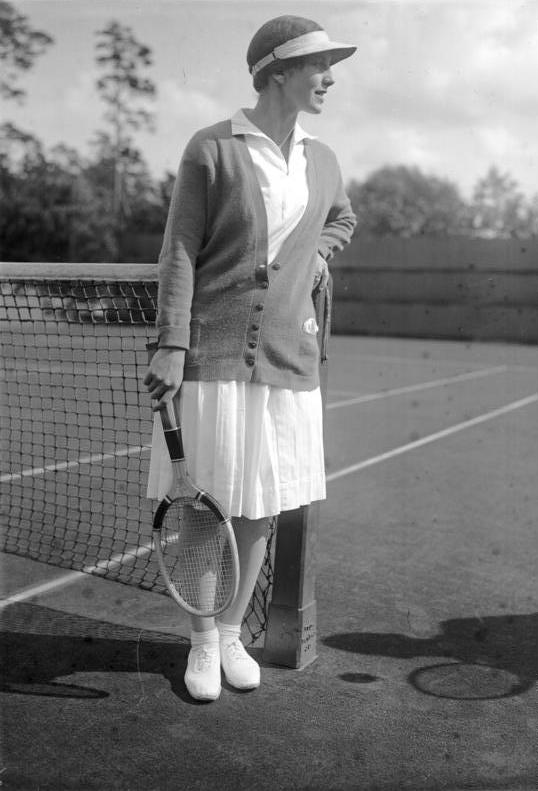
Helen Wills Moody en juin 1929 en sport.

Pour la première édition des Internationaux de France féminin, en 1925 comme pour les messieurs, Suzanne Lenglen continue sa domination sur le tennis mondial. En battant Kathleen McKane en deux sets 6-1, 6-2, elle devient la première lauréate du nouveau tournoi. L'édition suivante est peu différente, Lenglen domine la compétition jusqu'à une dernière large victoire 6-1, 6-0 contre Mary Kendall Browne.
En 1927, Cornelia Bouman devient la première étrangère à remporter le tournoi depuis sa création en 1897. En finale, elle bat une autre étrangère, Irene Bowder Peacock, sur le score de 6-2, 6-4. La grande joueuse du tournoi dans la fin des années 1920 est sans contestation possible Helen Wills. Elle est la première à avoir réussi la performance de le remporter trois fois de suite. Sa série commence en 1928 avec une victoire contre Eileen Bennett en finale. L'année suivante, elle se défait de la Française Simonne Mathieu, qui atteint la première de ses huit finales du simple dames du tournoi. En 1930, Helen Wills remporte sa troisième consécration consécutive contre Helen Hull Jacobs.
L'édition 1931 lui échappe et met fin à sa série, Cilly Aussem en profite et bat Betty Nuthall en finale. Helen Wills remporte une quatrième et ultime fois le tournoi en 1932 après une victoire contre Simonne Mathieu qui perd sa seconde finale. Mathieu échoue une nouvelle fois en finale l'année suivante contre Margaret Scriven ; cette dernière remporte le tournoi une seconde fois en 1934. Hilde Krahwinkel Sperling réussit entre 1936 et 1938 à égaler le record de Wills en battant trois fois de suite Simonne Mathieu en finale.
Mathieu, qui a alors perdu six finales (1929, 1932, 1933, 1935, 1936 et 1937), atteint une septième fois la finale en 1938 qu'elle finit par remporter, cette fois contre Nelly Adamson Landry. Cette année-là, elle réalise un triplé historique avec le double dames et le double mixte. Simonne Mathieu gagne une nouvelle fois en 1939 contre Jadwiga Jędrzejowska : il s’agit de la dernière finale avant la pause imposée par la Seconde Guerre mondiale ; les éditions 1940 à 1945 ne sont pas disputées. Entre 1933 et 1939, Simonne Mathieu remporte six fois le tournoi de double dames, échouant une seule fois en 1935. En 1934 et 1935, elle remporte le tournoi avec Elizabeth Ryan, qui a remporté deux autres fois le tournoi de double dames à Roland-Garros. En 1936, 1937 et 1938, elle le remporte avec Billie Yorke. En 1937 et 1938, elle remporte aussi le tournoi en double mixte, d’abord avec Yvon Petra, puis avec Dragutin Mitić. Lors de sa dernière victoire dans la compétition de double dames en 1939, sa partenaire se nomme Jadwiga Jędrzejowska, qu’elle a par ailleurs battue en finale du simple dames.
En hommage à cette joueuse émérite d’avant-guerre, la coupe remise aux gagnantes du double dames des Internationaux de France s’appelle aujourd'hui « coupe Simonne-Mathieu ». Un court du stade Roland-Garros porte aussi son nom. Un autre court du stade porte celui de Suzanne Lenglen.

#### Avant-guerre

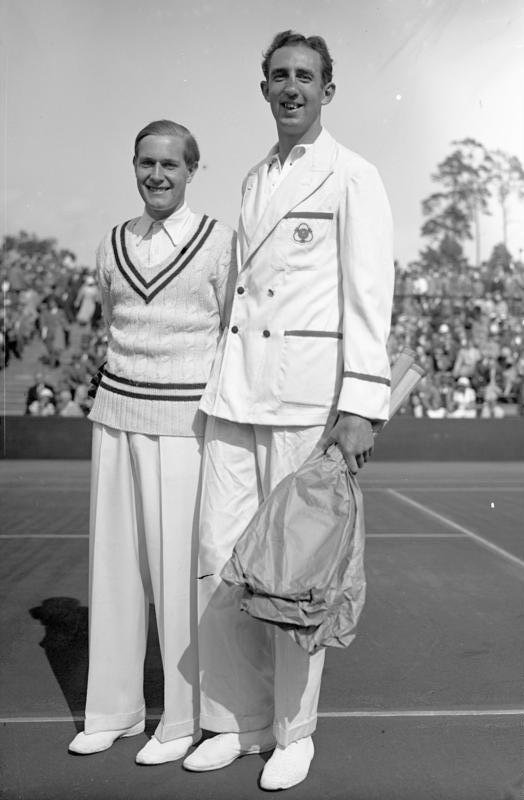
Gottfried von Cramm (à gauche).

Après la domination des Quatre Mousquetaires, Gottfried von Cramm domine sur la terre battue de Roland-Garros. L'Allemand bat John Crawford en 1934 en cinq sets. En finale l'année suivante, il s'incline contre Fred Perry avant de le battre en 1936. L'Allemagne est dominatrice au milieu des années 1930. Après la double victoire de Gottfried von Cramm, Henner Henkel est préféré à Cramm en 1937 pour représenter l'Allemagne car Cramm est anti-nazi : Henkel remporte contre Henry Austin son premier et seul triomphe aux Internationaux de France. En 1938, Donald Budge devient le premier joueur à réussir le Grand Chelem. Cela passe par une victoire à Paris contre Roderich Menzel, troisième Allemand en finale sur cinq éditions successives. La dernière édition d'avant guerre voit la victoire de l'Américain William McNeill sur l'Américain Bobby Riggs.

### De la Seconde Guerre mondiale au professionnalisme

#### Tournoi pendant la guerre
Durant la Seconde Guerre mondiale, le stade Roland-Garros est réquisitionné par les autorités et devient un camp de transit pour étrangers jugés indésirables (les prisonniers sont parqués sous le Central ; Arthur Koestler est l'une des 600 personnes qui y passèrent). Dès 1941, les Internationaux de France deviennent le « Tournoi de France » et se déroulent au stade Roland-Garros. Seuls les Français et quelques joueurs francophones jouent ces tournois. Bernard Destremau remporte le tournoi de France en 1941 et 1942 avant d'aller combattre sur le front dans l'Armée française de la Libération. Revenu de la guerre, Yvon Petra lui succède les années suivantes. Chez les femmes, Raymonde Veber-Jones gagne le tournoi de 1944. Oubliés, ces tournois ne sont pas comptabilisés dans l'histoire officielle de la compétition (qui arrête son décompte en 1939 et le reprend en 1946).

#### Après-guerre et victoires américaines
Le tournoi reprend officiellement en 1946. Il n'y a pas une importante participation étrangère pour ces premiers internationaux d’après guerre. Jack Kramer, Dinny Pails et Geoff Brown préparent la finale de la Coupe Davis. Contre toute attente, Marcel Bernard, repêché de la dernière heure, crée la surprise. En finale, il est pourtant rapidement mené deux sets à zéro par Jaroslav Drobný, mais le Français renverse finalement la situation et l'emporte 3-6, 2-6, 6-1, 6-4, 6-3. Déjà vainqueur du double messieurs avec Jean Borotra en 1936, il ne se contente pas du tournoi de simple messieurs, il remporte aussi le double avec son ami et partenaire Yvon Petra. Marcel Bernard a remporté la compétition de double mixte en 1935 et 1936 avec Lolette Payot puis Billie Yorke. Le Hongrois József Asbóth remporte les Internationaux de France de tennis 1947 en battant le Sud Africain Eric Sturgess. Les Américains dominent alors la compétition. Peu présents avant la guerre, les meilleurs américains se déplacent en Europe après la seconde Guerre mondiale. En 1948, l'Américain Frank Parker est sacré vainqueur. Déjà finaliste en 1946, Jaroslav Drobný s'incline une nouvelle fois. Frank Parker remporte l'édition suivante, réalisant un doublé, en battant son compatriote Budge Patty. Finaliste l'année précédente, Budge Patty remporte le tournoi 1950 après une bataille en cinq sets contre Jaroslav Drobný, qui s'incline une troisième fois en finale. Drobný remporte la finale en 1951, mettant fin à sa série de défaites en finale. Il domine Erik Sturgess, déjà finaliste en 1947. Jaroslav Drobný fait le doublé en 1952, en battant l'Australien Frank Sedgman. Ken Rosewall, remporte le tournoi amateur 1953 avant de remporter le tournoi professionnel. Il s'adjuge la victoire contre l'Américain Vic Seixas. En 1954 et 1955, Tony Trabert remporte les Internationaux de France. Il remporte une première fois le tournoi contre l'Américain Arthur Larsen. Il bat Sven Davidson, le premier d'une longue liste de Suédois qui ont atteint la finale, sur le score de 2-6, 6-1, 6-4, 6-2. Sven Davidson perd une nouvelle fois en finale en 1956 contre Lew Hoad. Double finaliste, Sven Davidson est sacré en 1957 en battant Herbert Flam, dernier finaliste Américain des années 1950.
La domination australienne n'est pas à son apogée à la fin des années 1950, mais l'Australien Mervyn Rose bat le Chilien Luis Ayala en 1958. Nicola Pietrangeli remporte le tournoi deux fois en 1959 et 1960 contre Ian Vermaak puis Luis Ayala, qui perd sa seconde finale, et atteint la finale une autre fois en 1961 mais s'incline face à l'Espagnol Manuel Santana.
Le tournoi féminin reprend lui aussi en 1946. Pour la première édition féminine d'après guerre, deux Américaines atteignent la finale. Margaret Osborne et Pauline Betz s'affrontent. Margaret Osborne s'impose sur le score de 1-6, 8-6, 7-5 et devient la seconde Américaine après Helen Wills à remporter les Internationaux de France de tennis. En 1947, le constat est le même : les Américaines dominent la compétition. Patricia Canning Todd bat Doris Hart. La Française Nelly Adamson Landry remporte la première victoire française dans le tournoi de simple féminin de l'après guerre. Déjà finaliste en 1938, avant la guerre, elle élimine son dernier adversaire Shirley Fry Irvin dix ans plus tard. Nelly Adamson Landry atteint la finale en 1949 et est confronté à la lauréate de la première édition d'après guerre Margaret Osborne. L'Américaine domine la Française en deux sets. Les quatre finales suivantes opposent deux Américaines. Doris Hart atteint la finale quatre fois consécutivement en 1950, 1951, 1952 et 1953. Elle s'impose contre Patricia Canning Todd en 1950, s'incline lors de l'édition suivante contre Shirley Fry Irvin. La finale 1952 est la revanche de la finale de l'année précédente, et Doris Hart l'emporte, privant Shirley Fry Irvin d'un second triomphe consécutif porte d'Auteuil. En 1953, Doris Hart est opposée à Maureen Connolly. Connolly, elle aussi Américaine bat Doris Hart. Elle remporte une seconde fois le tournoi en 1954 après une ultime victoire 6-4, 6-1 contre la Française Ginette Bucaille. En 1955, la Britannique Angela Mortimer met fin à une série de six victoires Américaines. Après avoir perdu le premier set 6-2, elle domine l'Américaine Dorothy Head les deux sets suivants sur un score très serré 7-5, 10-8. Lauréate en 1955, Mortimer remporte tous ses matchs jusqu'à la finale cependant elle ne réussit pas à réitérer sa performance en 1956 et s'incline face à l'Américaine Althea Gibson. Shirley Bloomer Brasher triomphe sur la terre battue parisienne en 1957. Dorothy Head Knode s'incline en finale et échoue une seconde fois en finale après 1955. La Britannique Shirley Bloomer Brasher est une nouvelle fois en finale en 1958 pour défendre son titre mais elle échoue après un match en trois sets contre la Hongroise Zsuzsa Körmöczy. Cette dernière échoue aussi en finale l'année suivante à défendre son titre, Christine Truman la bat. En 1960 et 1961, la Mexicaine Yola Ramírez Ochoa atteint la finale, mais elle échoue les deux fois, d'abord contre l'Américaine Darlene Hard puis contre la Britannique Ann Haydon-Jones.

#### La décennie australienne

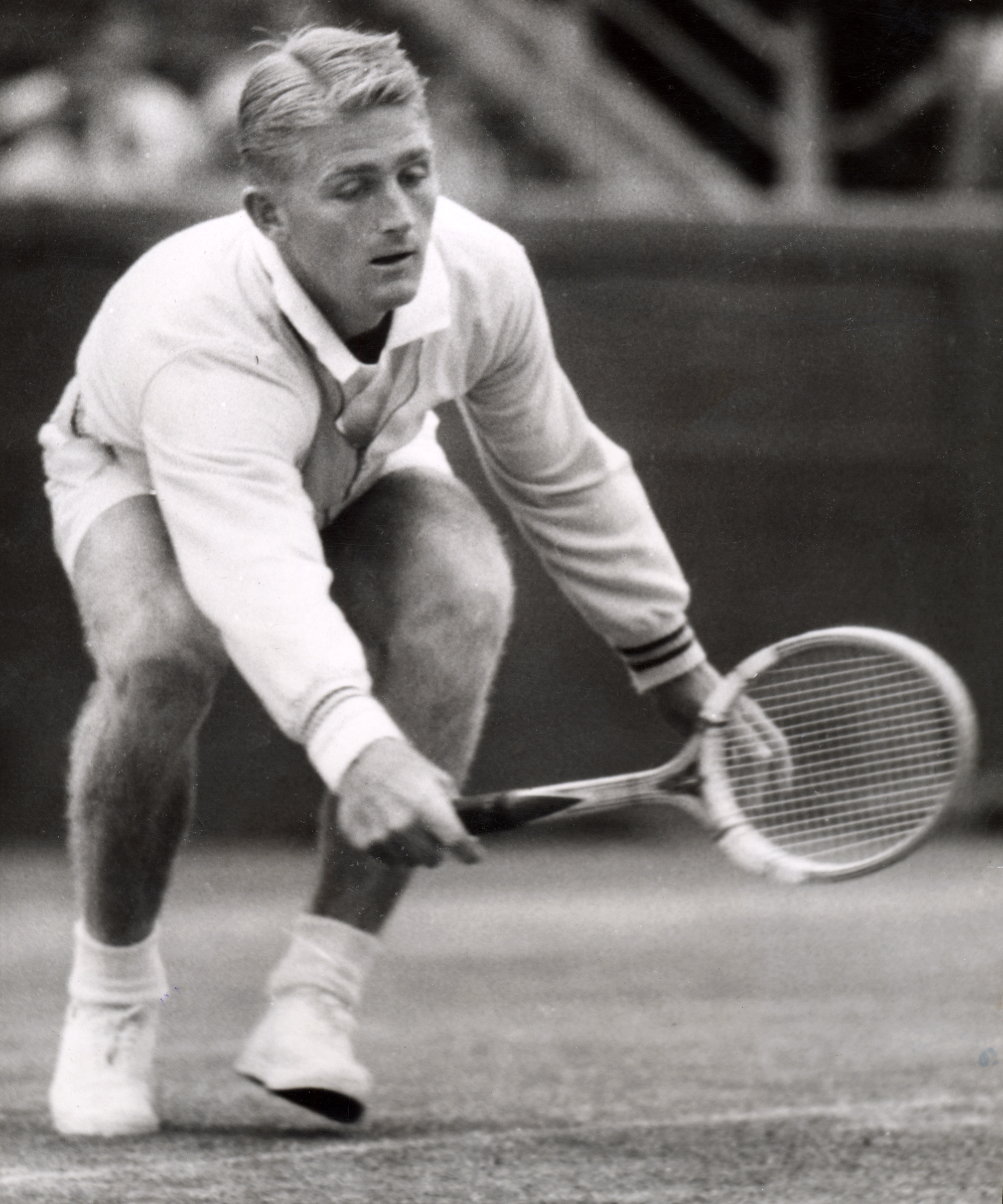
Lew Hoad.

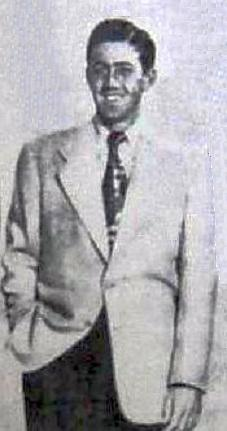
Ken Rosewall.

Après les victoires des latins Nicola Pietrangeli (1959, 1960) et Manuel Santana (1961) qui succèdent à celle de l'Australien Mervyn Rose, les années 1960 sont outrageusement dominées par les Australiens. L'Australie, déjà à l'honneur en 1956 avec le sacre de Lew Hoad, devient la première nation du tennis.
En 1962, Rod Laver réalise un exploit : remporter tous les tournois du Grand Chelem, réaliser le Grand Chelem. Et cet exploit passe par une victoire à Roland-Garros. Il se défait de son compatriote Roy Emerson, alors qu'il est mené deux sets à zéro. Après avoir remporté le troisième set 6-3, il remporte difficilement le quatrième set 9-7, et conclut le match sur le score de 3-6, 2-6, 6-3, 9-7, 6-2. Le finaliste malheureux Emerson fait mieux l'année suivante, en battant le Français Pierre Darmon en finale. La finale de 1964 met un terme à la série australienne. Les précédents vainqueurs Manuel Santana et Nicola Pietrangeli se retrouvent une nouvelle fois en finale, et Santana remporte son second titre.
Entre 1965 et 1969, cinq Australiens différents remportent les Internationaux de France, et, quatre des cinq sacres, contre un autre Australien. Cette domination sans partage aux Internationaux de France devient une évidence en 1965, l'Australien Fred Stolle bat l'Australien Tony Roche. Le finaliste 1965, Roche, remporte le tournoi l'année suivante contre le Hongrois István Gulyás en trois sets. Roy Emerson remporte son second titre en 1967 contre Tony Roche, qui perd une seconde fois en finale. Pour cette dernière édition amateur, le vainqueur, Emerson, remporte un bon d'achat de 900 francs à retirer dans un magasin. En 1968, Ken Rosewall remporte le premier titre open. Vainqueur à de nombreuses reprises lors des tournois professionnels, il montre ainsi qu'il est l'un des meilleurs, si ce n'est le meilleur, joueur de terre battue. Il bat Rod Laver et empoche un chèque de 100 000 francs. Laver, vaincu en 1968, montre lui aussi qu'il est un champion en prenant sa revanche contre son rival Rosewall lors de l'édition suivante.
Dans le tournoi de simple femmes comme dans celui des hommes, les Australiens dominent. En 1962, l'Australienne Margaret Smith Court remporte une première fois le tournoi contre Lesley Bowrey, elle aussi Australienne, en la battant en trois sets. À son tour, Lesley Bowrey remporte ses premiers Internationaux de France après une dernière victoire contre Ann Haydon-Jones, finaliste 1961. En 1964, Maria Bueno est battue par Margaret Smith Court qui remporte sa seconde victoire à Roland-Garros. En 1965, Lesley Bowrey bat Margaret Smith Court. Bowrey remporte une deuxième et dernière victoire en Grand Chelem à Paris. Ann Haydon Jones bat Nancy Richey en 1966. La Française Françoise Dürr bat Lesley Bowrey, double lauréate, et remporte le dernier tournoi réservé aux amateurs.
De nombreux joueurs, officiellement déclarés professionnels, n'ont pu participer au tournoi car, avant le début de l'ère Open, le tournoi est réservé aux amateurs. Parmi les joueurs professionnels non autorisés à disputer le tournoi figurent, dans l'ordre chronologique, Karel Koželuh, Bill Tilden (à partir de 1931), Hans Nüsslein, Henri Cochet (à partir de 1933), Ellsworth Vines (à partir de 1934), Fred Perry (à partir de 1937), Donald Budge (à partir de 1939), Bobby Riggs et Frank Kovacs (à partir de 1942), Jack Kramer (à partir de 1948), Pancho Segura (à partir de 1948), Frank Parker (à partir de 1950), Pancho Gonzales (à partir de 1950), Frank Sedgman (à partir de 1953), Tony Trabert (à partir de 1956), Ken Rosewall (à partir de 1957), Lew Hoad (à partir de 1958), Andrés Gimeno (à partir de 1961), Rod Laver (à partir de 1963) et Fred Stolle (à partir de 1963).
Entre les professionnels, est organisé des Internationaux de France de tennis professionnels. De 1930 à 1968, vingt et une éditions se sont déroulées. La première remportée par Karel Koželuh en 1930. Bill Tilden, Henri Cochet, Hans Nüsslein et Donald Budge inscrivent leur nom au palmarès avant la guerre. Après la guerre, Tony Trabert en 1956 et 1959 sera le seul non Australien à remporter le tournoi professionnel. Pendant que les Australiens dominent le tournoi amateur, Ken Rosewall remporte le tournoi de 1958 à 1966, hormis en 1959. Rod Laver, défait par Rosewall en finale lors des éditions 1963, 1964, 1965 et 1966, remporte les deux dernières éditions du tournoi en 1967 et 1968 avant la création de l'ère Open.

### Ère Open

#### Les Internationaux deviennent Open
L'ensemble des éditions de 1891 à 1967, toutes gérées par la Fédération française de tennis, furent interdites aux joueurs officiellement professionnels considérés comme des traîtres à l'esprit sportif. Parallèlement ces derniers organisèrent leurs propres internationaux de France professionnels de 1930 à 1968. Après la décision de Wimbledon de devenir open, Roland-Garros en fait de même. C'est le début de l'ère Open.
En 1968, la FFT organise les premiers internationaux de France open, c'est-à-dire ouverts aux amateurs et aux professionnels. Ces derniers confirment leur supériorité lors de la première édition en monopolisant les quatre places de demi-finalistes du simple messieurs. Roland-Garros est le premier des quatre tournois du Grand-Chelem à devenir open.

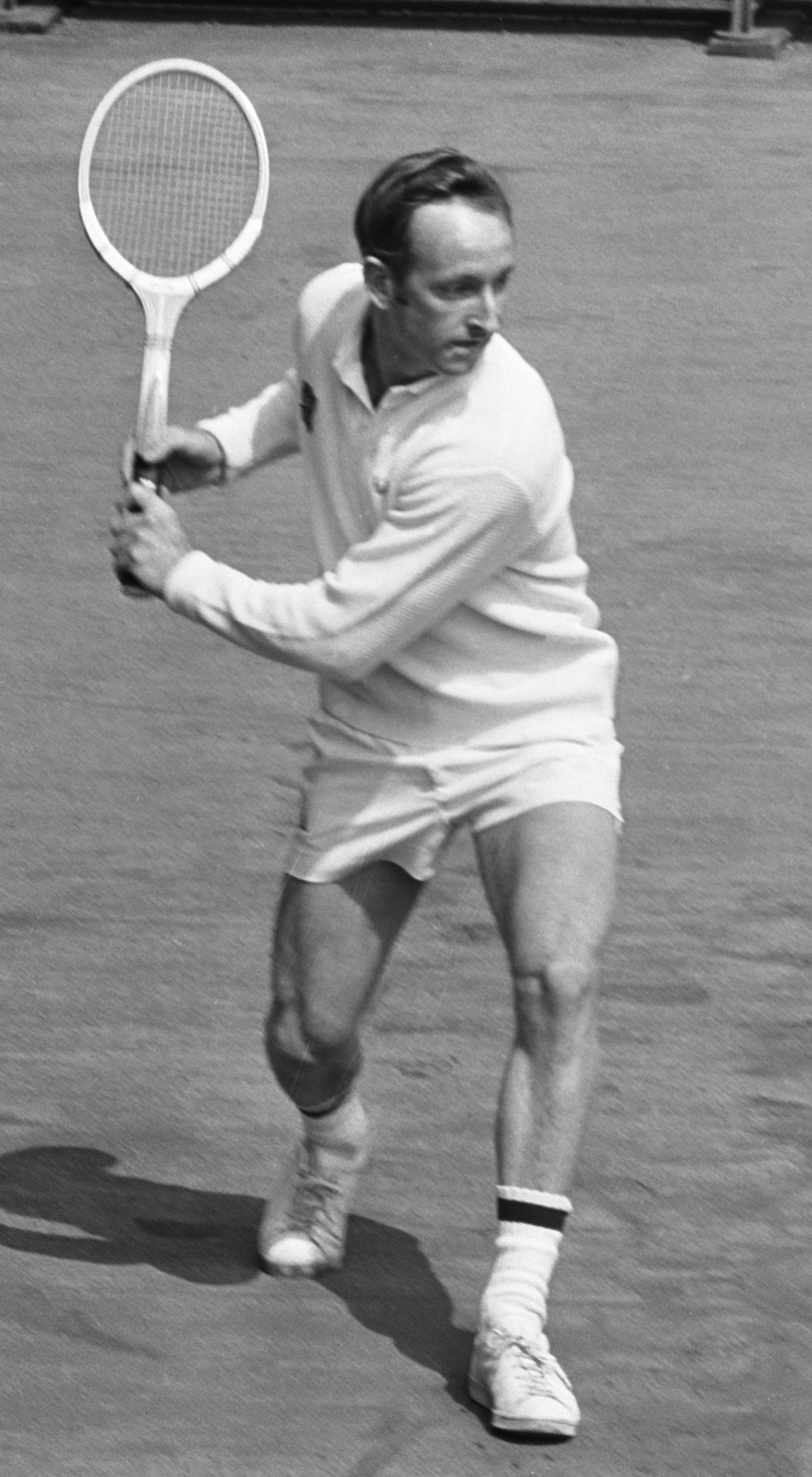
Rod Laver (1969).

Pour la première édition des Internationaux de France open, un total de 100 000 francs de prix est prévu, alors que le total des recettes de l'année précédente ne dépasse pas 300 000 francs, un risque financier mis en valeur par les opposants de l'ère open. L'édition 1968 est marquée par un événement social et politique : mai 68. Les manifestations se multiplient et les nuits de violence se succèdent dans le quartier latin. Le comité d'organisation décide de maintenir le tournoi. Les nouvelles de Paris et le manque de moyens de transport découragent des joueurs étrangers à venir jouer. Il y a 31 abandons au premier tour, et trois autres joueurs préfèrent rentrer chez eux au second tour. La finale a lieu le 10 juin et oppose Ken Rosewall à Rod Laver. Les deux Australiens s'affrontent sur un court central archicomble. Rosewall emporte la finale en quatre sets, et fait le doublé en remportant le tournoi de double messieurs avec Fred Stolle. Chez les dames, Nancy Richey remporte le tournoi en simple après une victoire en finale contre Ann Haydon-Jones. Finalement, le premier Roland-Garros open est un succès pour les organisateurs du tournoi. Avec 120 000 spectateurs, le tournoi a fait 900 000 francs de recettes, trois fois plus que l'année précédente.
L'année suivante, Rod Laver remporte son second titre contre Ken Rosewall. En cette année 1969, Rod Laver remporte son second Grand Chelem. En 1970, Jan Kodeš met fin aux victoires Australiennes en remportant la coupe des Mousquetaires après une dernière victoire en finale contre le Yougoslave Željko Franulović. Des joueurs de l'Europe de l'Est vont loin dans les tableaux. En 1971, Jan Kodeš remporte une seconde victoire consécutive contre le Roumain Ilie Năstase. En 1972, Andrés Gimeno bat le Français Patrick Proisy. En 1973, Ilie Nastase remporte le tournoi de Roland-Garros en battant le Yougoslave Nikola Pilic et devient le premier numéro un mondial de l'ATP.
La première édition féminine de l'ère Open est remportée par l'Américaine Nancy Richey contre Ann Haydon-Jones. L'Australienne Margaret Smith Court marque l'histoire de Roland-Garros en remportant le tournoi deux nouvelles fois en 1969 et 1970 contre Ann Haydon Jones puis Helga Masthoff. Deux Australiennes atteignent pour la première fois la finale de Roland-Garros en 1971. Evonne Goolagong et Helen Gourlay-Cawley s'affrontent et la première triomphe. L'Américaine Billie Jean King bat Evonne Goolagong en 1972. Le 21 mai 1973, Margaret Smith Court remporte une dernière fois le tournoi de simple féminin contre l'Américaine Chris Evert.

#### La suprématie suédoise

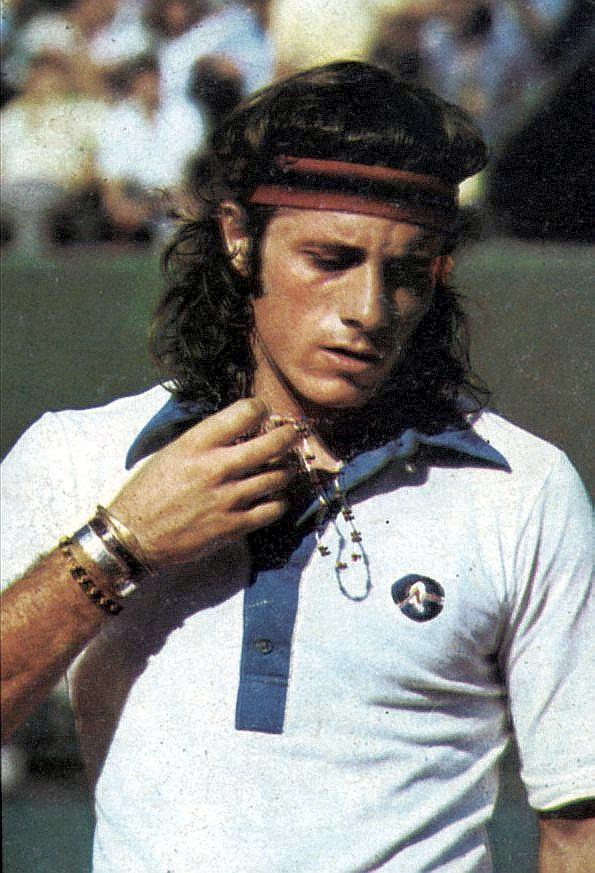
Guillermo Vilas

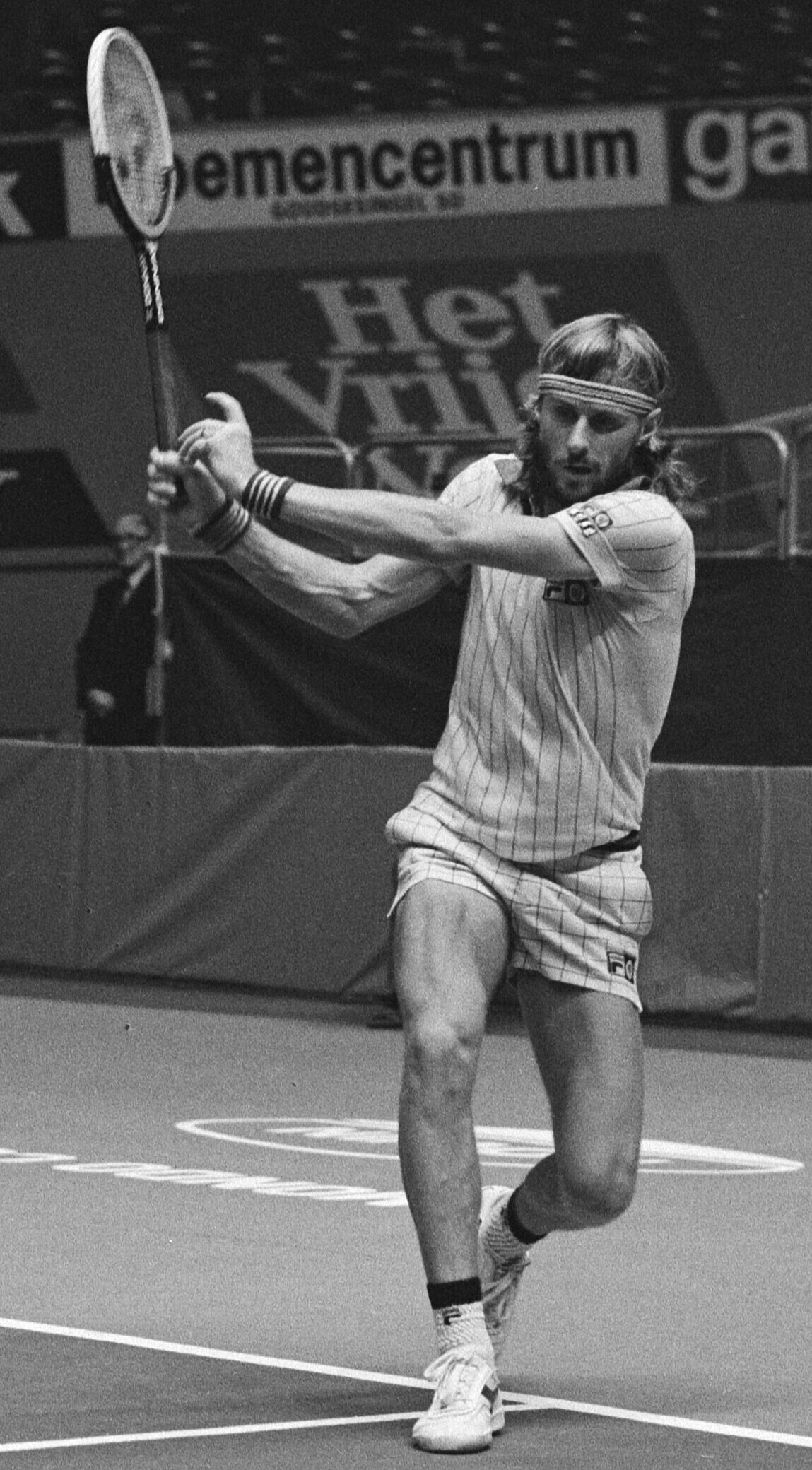
Björn Borg en 1979.

Philippe Chatrier, alors président de la FFT, bannit du tournoi l'ensemble des joueurs ayant participé aux intervilles (compétition professionnelle américaine) ; le numéro 1 de l'époque, Jimmy Connors ne peut jouer les Internationaux de France et c'est ainsi que débute la suprématie suédoise en 1974 avec Björn Borg qui remporte son premier tournoi du Grand Chelem à Roland-Garros. Alors qu'il a eu 18 ans au début du tournoi, il bat en finale l'Espagnol Manuel Orantes en cinq sets 2-6, 6-7, 6-0, 6-1, 6-1. C'est le début de l'ère suédoise. Il gagne de nouveau l'année suivante après une ultime victoire contre l'Argentin Guillermo Vilas. Il échoue en 1976 contre le futur lauréat du tournoi, l'Italien Adriano Panatta, après avoir battu le Français François Jauffret 10-8 dans le cinquième set de son huitième de finale. C'est la deuxième défaite de Borg à Roland-Garros (déjà battu par Panatta en 1973). Panatta remporte le titre en battant Harold Solomon, tombeur de Raúl Ramírez et Guillermo Vilas. Cette victoire est la dernière et unique victoire masculine italienne à Roland-Garros sous l'ère open. En 1977, Guillermo Vilas profite de l'absence de Borg (interdit de jouer à la suite de sa participation aux Intervilles) et bat l'Américain Brian Gottfried en finale, ne lui laissant que trois jeux. Il s'agit de la plus large victoire à Roland-Garros sous l'ère Open.
En 1978, pour marquer le cinquantenaire du stade Roland-Garros, une cérémonie est organisée pour fêter les joueurs qui ont fait l'histoire du tournoi. Pour la troisième fois, Björn Borg remporte la coupe des Mousquetaires qui lui est remise par Henri Cochet. Borg en fait de même en 1979, 1980 sans perdre un set et 1981. Ces quatre titres de rang font de lui une des légendes de Roland-Garros.
En 1982, un autre Suédois est sacré sur la terre battue parisienne : Mats Wilander. En demi-finale, alors que l'arbitre lui donne la victoire, il choisit de remettre la balle de match. Il se qualifie ensuite pour la finale, et bat Guillermo Vilas, qui a perdu trois des quatre finales qu'il a disputées en huit années. À l'âge de 17 ans et 9 mois, Wilander domine l'Argentin 1-6, 7-6, 6-0, 6-4 et remporte le premier titre majeur de sa carrière.

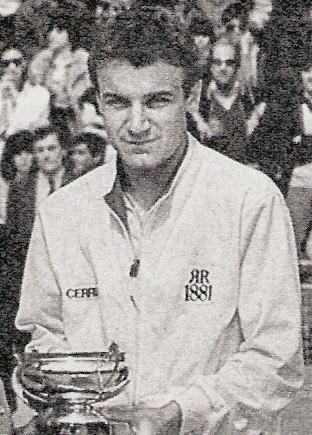
Mats Wilander (1983).

L'édition suivante, Mats Wilander atteint la finale, confirmant son talent. Yannick Noah, après avoir battu Ivan Lendl en quart de finale, domine le Français Christophe Roger-Vasselin en demi-finale pour accéder à la finale contre Wilander. Celle-ci se déroule le 5 juin 1983 devant 18 000 personnes. Noah mène et obtient une balle de match que Wilander sauve. Le Suédois sauve une nouvelle balle de match à 6-2 dans un tie-break avant de céder sur un retour de service trop long. Noah devient le premier joueur de couleur à remporter le tournoi. Il est le dernier vainqueur Français du tournoi masculin. Durant le tournoi, Yannick Noah joue un jeu offensif, il est l'un des derniers attaquants vainqueurs de Roland-Garros. Marcel Bernard lui remet la coupe des Mousquetaires. Noah est le dernier joueur à avoir gagné avec une raquette en bois, abandonnée dès l'année suivante.
En 1984, le Tchécoslovaque Ivan Lendl, finaliste de l'édition 1981, remporte pour la première fois le tournoi du Grand Chelem sur terre battue en battant l'Américain John McEnroe, bien que ce dernier ait remporté les deux premiers sets. Devant le président de la République, François Mitterrand, Lendl l'emporte finalement 3-6, 2-6, 6-4, 7-5, 7-5 et inflige à McEnroe une des trois défaites de sa saison et le prive d'un des titres du Grand Chelem qui lui manquera toujours. La finale de 1984 est aussi la seule finale sans Suédois des années 1980. En double, les Français Noah et Leconte remportent le tournoi.
L'édition 1985 est marquée par le retour du successeur de Borg, Mats Wilander, qui l'emporte face au tenant du titre Ivan Lendl. Jimmy Connors échoue quatre fois de suite en demi-finale entre 1982 et 1985. C'est contre un autre Suédois que Lendl remporte son second Roland-Garros l'année suivante. Mikael Pernfors ne réussit pas à battre le Tchécoslovaque et s'incline en finale. Ivan Lendl réussit la performance de remporter son troisième tournoi du Grand Chelem de Roland-Garros en 1987. En finale, il prend sa revanche contre Mats Wilander et le bat. Tout comme Lendl réussit à le faire en 1987, Mats Wilander remporte ses troisième Internationaux de France en 1988 en battant le dernier finaliste français Henri Leconte. En 1989, Michael Chang remporte son unique titre sur la terre battue parisienne après avoir battu un nouveau Suédois en finale. Après Borg, Wilander et Pernfors, Stefan Edberg est le quatrième et dernier Suédois à atteindre la finale des Internationaux de Roland-Garros en quinze ans. Il s'incline en finale contre Chang qui entre dans l'histoire du tournoi en servant à la cuillère en huitième de finale contre le triple vainqueur Ivan Lendl et en étant le plus jeune vainqueur du tournoi de Roland-Garros à 17 ans et trois mois.
Entre la première victoire de Björn Borg en 1974 et la finale de Stefan Edberg en 1989, les Suédois ont remporté neuf des seize tournois disputés. La dernière des trois victoires de Mats Wilander en 1988 reste encore la dernière victoire suédoise aux Internationaux de France de tennis.

#### Domination de Chris Evert
Finaliste pour la première fois en 1973, Chris Evert s'incline contre l'australienne Margaret Smith Court qui remporte là son dernier titre à Roland-Garros.
En 1974, Chris Evert remporte son premier titre du grand chelem après une ultime victoire contre Olga Morozova. La première finale entre Chris Evert et Martina Navrátilová se déroula le 2 juin 1975. Après avoir perdu le premier set, Chris Evert l'emporte 2-6, 6-2, 6-1. Avec la concurrence des intervilles, la plupart des meilleures joueuses du monde ne participent pas au tournoi pendant les trois éditions suivantes. Après la victoire de Sue Barker en 1976, Mima Jaušovec en profite et remporte le tournoi en 1977 contre Florenta Mihai, avec la somme de 35 000 francs. Finaliste l'année suivante, la joueuse yougoslave s'incline 6-2, 6-2 contre Virginia Ruzici. Chris Evert fait un retour triomphal en 1979 en dominant largement Wendy Turnbull, puis réitère sa performance lors de l'édition suivante contre Virginia Ruzici. En 1981, Evert est battue en demi-finale par la jeune tchèque Hana Mandlíková qui remporte logiquement le tournoi, profitant de l'échec prématuré de l'autre favorite Martina Navrátilová. Cette dernière, finaliste malheureuse en 1975 et absente de 1976 à 1980, remporte enfin ses premiers Internationaux de France en battant Andrea Jaeger en 1982.
Evert remporte une nouvelle fois le tournoi en 1983. Le second duel entre Navrátilová et Evert se déroule le 28 mai 1984. La première remporte le match et le tournoi mais les deux finales suivantes entre les deux joueuses, d'un niveau de jeu exceptionnel, connaissent un sort différent. En 1985, Chris Evert domine sa rivale, alors invaincue depuis sa victoire l'année précédente, et s'inscrit dans l'histoire du tennis avec une septième victoire (record) en 1986. Martina Navrátilová, qui a déjà perdu trois finales contre Chris Evert, en perd une quatrième en 1987 contre l'Allemande Steffi Graf. Cette dernière l'emporte en trois sets serrés et empoche un chèque de 1 085 000 francs.

#### Ère moderne

##### Tournoi masculin

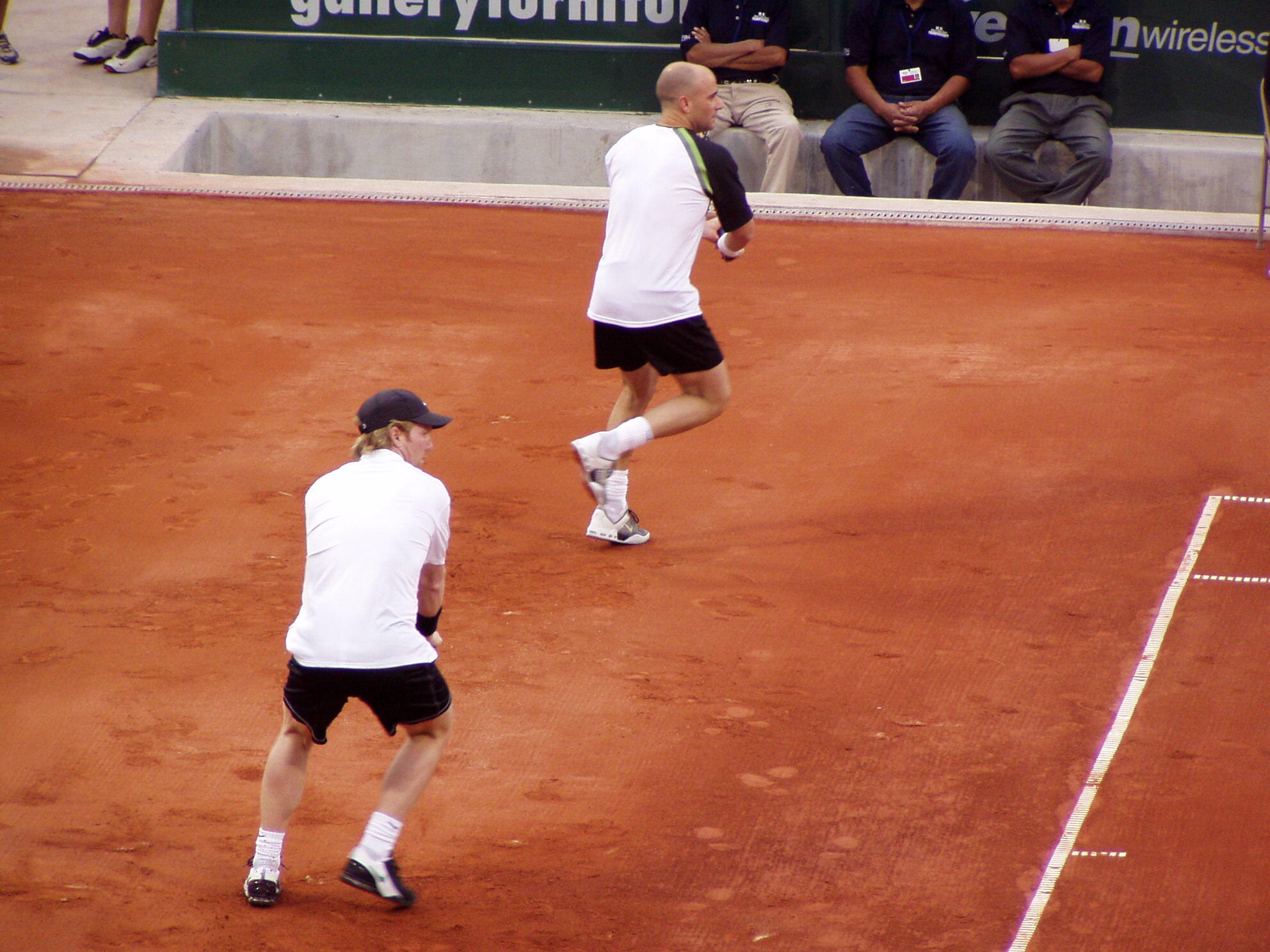
Andre Agassi (en haut) et Jim Courier (en bas) à Houston en 2005.

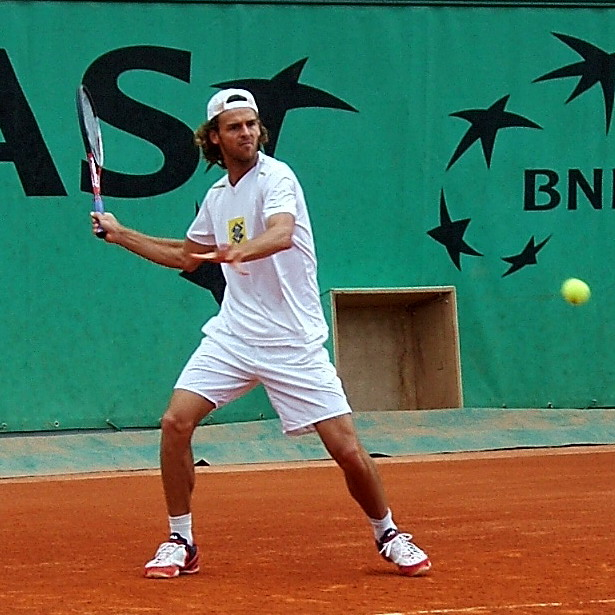
Gustavo Kuerten en 2005.

En 1990, Andrés Gómez devient le premier équatorien à remporter le tournoi en battant Andre Agassi qui échoue une nouvelle fois contre son compatriote Jim Courier en 1991. Courier confirme son succès en 1992 avec un second triomphe. Courier rate le troisième succès consécutivement en 1993 contre Sergi Bruguera qui réalise le doublé l'année suivante. En 1995, Michael Chang atteint une seconde fois la finale sur la terre battue parisienne, après sa victoire en 1989. Il échoue en finale contre l'Autrichien Thomas Muster. En 1996, Ievgueni Kafelnikov devient le premier Russe à remporter les Internationaux de Roland-Garros.
L'édition 1997 est celle de la révélation du Brésilien Gustavo Kuerten aux yeux du public parisien. Alors qu'il n'est pas tête de série et classé 66e à l'ATP, « Guga » bat le double vainqueur Sergi Bruguera. En 1998, la finale se dispute entre deux Espagnols : Carlos Moyà et Àlex Corretja, le premier l'emporte 6-3, 7-5, 6-3. En 1999, alors que sa compagne Steffi Graf a remporté le tournoi la veille, Andre Agassi, pourtant mené deux sets à zéro, réussit là où il a échoué en 1990 et 1991 : il remporte la finale du Grand Chelem sur terre battue en retournant une situation mal engagée contre l'Ukrainien Andreï Medvedev et en l'emportant 1-6, 2-6, 6-4, 6-3, 6-4. En 2000 et 2001, Gustavo Kuerten remporte le tournoi.
La finale de l'édition 2002 est une nouvelle fois une finale qui oppose deux joueurs espagnols : Albert Costa s'impose contre Juan Carlos Ferrero. Ce dernier n'échoue pas contre Martin Verkerk l'année suivante. Ferrero l'emporte contre le puissant serveur hollandais. En 2004, les Argentins Gastón Gaudio et Guillermo Coria se disputent le match durement, et Gaudio s'impose en cinq sets 0-6, 3-6, 6-4, 6-1, 8-6.

###### L'ère Nadal

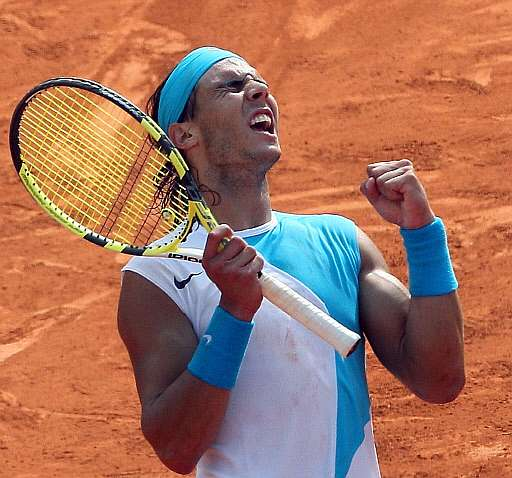
Rafael Nadal en 2007.

En 2005 pour sa première participation à Roland-Garros, l'Espagnol Rafael Nadal remporte le titre, battant en finale l'Argentin Mariano Puerta (6-7, 6-3, 6-1, 7-5). C'est le début de l'ère Nadal. En 2006, 2007 et 2008, Nadal bat en finale le Suisse Roger Federer, alors numéro un mondial, lui infligeant même un sévère 6-1, 6-3, 6-0 en 2008. En 2009, Federer parvient cependant à remporter le seul titre du Grand Chelem qui lui manquait, en s'imposant face au surprenant Suédois Robin Söderling, tombeur de Nadal en huitième de finale. En 2010, Nadal prend sa revanche sur Robin Söderling dans une finale de trois sets. D'ailleurs comme en 2008, il ne perd aucun set durant le tournoi. En 2011 pour la quatrième fois, Nadal bat Federer en finale, cette fois en quatre sets (7-5, 7-6, 5-7, 6-1), et réalise le sextuplé, égalant ainsi le record de Björn Borg qui date de trente ans. En 2012, Nadal gagne pour la septième fois le titre, face à Novak Djokovic en finale (6-4, 6-3, 2-6, 7-5) : le match est interrompu à deux reprises par la pluie et se déroule sur deux jours. Nadal devient ainsi le joueur masculin le plus titré de l'histoire de ce tournoi, dans l'ère Open. En 2013, après avoir battu le numéro un mondial Djokovic en demi-finale, Nadal remporte Roland-Garros pour la huitième fois en battant son compatriote David Ferrer en finale (6-3, 6-2, 6-3). Il devient alors le premier joueur de l'histoire à remporter huit fois le même tournoi du Grand Chelem, dans l'ère Open. En 2014 pour la seconde fois, Rafael Nadal bat en finale son rival Novak Djokovic.
Les années 2015 et 2016 voient de nouveaux vainqueurs du trophée. En 2015, le défenseur du titre Nadal perd en quart de finale face au numéro un mondial Djokovic, qui est lui-même battu en finale par Stanislas Wawrinka. En 2016, Nadal déclare forfait à la veille de son match du troisième tour face à Marcel Granollers. L'Espagnol quitte le tournoi parisien en raison de son poignet gauche, trop douloureux pour continuer. Novak Djokovic en profite, et remporte le tournoi en battant en finale l'Écossais Andy Murray. Djokovic, qui a remporté Wimbledon et l'US Open en 2015 et l'Open d'Australie en 2016, réalise donc à cette occasion un Grand Chelem à cheval sur deux saisons.
En 2017, Nadal est de retour à Paris, et remporte à nouveau le tournoi face à Wawrinka en finale (6-2, 6-3, 6-1), décrochant ainsi son dixième titre. À cette occasion, le tournoi lui réserve une cérémonie spéciale d'hommage et lui offre une copie personnalisée de la coupe. En 2018, il gagne facilement la finale face à l'Autrichien Dominic Thiem, malgré un problème à la main gauche au dernier set, en 6-4, 6-3, 6-2, et remporte ainsi le titre pour la onzième fois. Il bat en même temps le dernier record qui lui manquait du tournoi : celui du nombre de victoires remportées (86) devant Steffi Graf (84). La finale de l'édition 2019 voit à nouveau Nadal dominer Thiem (6-3, 5-7, 6-1, 6-1), après avoir été le premier tournoi depuis l'Open d'Australie 2012 à faire figurer les quatre premiers joueurs mondiaux en demi-finales.
En 2020, à cause de la pandémie de Covid-19 en Europe, les tournois sont annulés de mars à août. Les organisateurs décident de maintenir le tournoi de Roland-Garros en le déplaçant au mois de septembre et en excluant des joueurs contrôlés positifs au coronavirus. D'abord repoussé du 20 septembre au 4 octobre, il s’est finalement tenu du 27 septembre au 11 octobre. Le tournoi étant joué en automne, le nouveau toit au-dessus du court Philippe-Chatrier est déployé à plusieurs reprises pour prolonger les matchs lors d'averses. Rafael Nadal remporte le tournoi pour la 13e fois en battant Novak Djokovic en finale. Il remporte son 20e titre du Grand Chelem et égale le record de Roger Federer. L'année suivante, après avoir éliminé Nadal en demi-finale, Djokovic bat Stefanos Tsitsipas en finale, en cinq sets après avoir perdu les deux premières manches (une première depuis Gastón Gaudio en 2004) pour s'adjuger son 19e titre du Grand Chelem et revenir à une longueur de Nadal et Federer.
En avril 2021, la ministre des Sports Roxana Maracineanu, évoque la possibilité de reporter l'édition prévue du 17 mai au 6 juin en raison de la recrudescence des cas de Covid-19 en France ; le tournoi n'est finalement décalé que d'une semaine.
Une demi-finale mémorable s'achève sur la victoire en quatre manches de Novak Djokovic sur Rafael Nadal, mettant fin à une série de victoires ininterrompues du joueur espagnol à Roland-Garros depuis 2017 et l'empêchant de viser un quatorzième succès aux Internationaux de France. Nadal concède seulement sa troisième défaite dans le tournoi depuis sa première participation 2005, dans un stade où une statue à son effigie a été inaugurée la même année. En finale, le Serbe, no 1 mondial, remporte ensuite le titre, en battant Stefanos Tsitsipas en cinq manches, après avoir été mené deux sets à zéro. En s'adjugeant son dix-neuvième titre du Grand Chelem et son deuxième à Roland-Garros après 2016, il devient le premier joueur de l'ère open à obtenir au moins deux trophées en simple dans chaque tournoi du Grand Chelem.
Rafael Nadal remporte l'édition 2022 du tournoi en simple pour la quatorzième fois en disposant en finale de Casper Ruud. L'édition de 2024 sera la première depuis 2004 dans laquelle aucun membre du BIG 3 (Roger Federer, Rafael Nadal et Novak Djokovic) ne participera à la finale.
Lors de l'édition 2025, Nadal fait ses adieux au tournoi qu'il a tant affectionné. Lors de la cérémonie d'ouverture, un hommage émouvant est rendu à celui qui a marqué le cœur du public francais durant plusieurs décennies. Ce dernier se voit même attribuer une dalle à son nom sur le Court Philippe-Chatrier.
La plus longue finale du tournoi eut lieu le 8 juin 2025 d'une durée de 5 h 29 min (l'Espagnol Carlos Alcaraz bat l'Italien Jannik Sinner en 5 sets dans le super tie-break).

##### Tournoi féminin

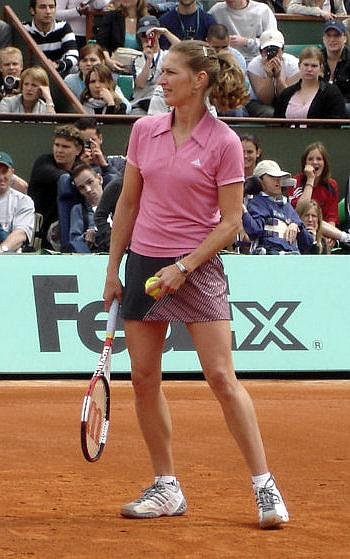
Steffi Graf en 2005

Le 23 mai 1988, l'Allemande Steffi Graf entre dans l'histoire de la compétition en remportant une seconde fois consécutive le tournoi en infligeant une double roue de bicyclette 6-0, 6-0 à Natasha Zvereva. L'année suivante, Graf échoue en finale contre l'Espagnole Arantxa Sánchez. En 1990, Graf, à nouveau en finale, affronte l'Américaine Monica Seles, qui y remporte son premier titre du Grand Chelem, avant de récidiver en 1991 et 1992 en battant respectivement Sánchez et Graf à nouveau. Graf vainc Mary Joe Fernández en finale en 1993 et obtient son troisième titre. En 1994, Mary Pierce devient la première Française de l'ère Open à atteindre la finale, qu'elle perd face à Sánchez. Steffi Graf et Arantxa Sánchez se retrouvent les deux années suivantes en finale, Graf remportant les deux matches en trois manches. En 1997, la Croate Iva Majoli bat la Suissesse Martina Hingis, pourtant favorite, en deux sets 6-4, 6-2. En 1998, dix ans après son premier sacre Porte d'Auteuil, Arantxa Sánchez remporte une troisième fois le tournoi en battant Seles, qui effectue son retour sur le circuit. Le 24 mai 1999, Steffi Graf remporte le dernier de ses six triomphes à Roland-Garros, douze années après le premier, contre Martina Hingis qui échoue une nouvelle fois en finale alors qu'elle domine le tennis mondial et a remporté les trois autres tournois du Grand Chelem. En 2000, Mary Pierce devient la première Française à remporter le tournoi du simple féminin de l'ère Open, battant Conchita Martinez en finale.
En 2001, l'Américaine Jennifer Capriati bat la Belge Kim Clijsters lors de la finale la plus serrée des années 2000. Capriati l'emporte 12-10 dans le troisième set après avoir perdu le premier 1-6. La finale 2002 oppose pour la première fois deux sœurs. Serena Williams et Venus Williams s'affrontent et la première l'emporte 7-5, 6-3. La finale 2003 oppose deux Belges : Justine Henin et Kim Clijsters. Henin remporte une première fois le tournoi. Après une finale américaine en 2002, belge en 2003, la finale 2004 est russe, Anastasia Myskina bat Elena Dementieva. En 2005, 2006 et 2007, Justine Henin remporte le tournoi, respectivement contre Mary Pierce, qui atteint une troisième et dernière fois la finale, Svetlana Kuznetsova puis Ana Ivanović. Justine Henin prend sa retraite avant les Internationaux de France de tennis 2008. Battue l'année précédente, la Serbe Ana Ivanović remporte les Internationaux de France en 2008 après une ultime victoire contre la Russe Dinara Safina en deux sets 6-4, 6-3. En 2009, Safina s'incline une nouvelle fois en finale, cette fois-ci face à sa compatriote Svetlana Kuznetsova, sur le score de 6-4, 6-2.
En 2010, Francesca Schiavone devient la première Italienne à remporter le tournoi parisien, s'imposant en finale face à Samantha Stosur (6-4, 7-6). En 2011 Li Na devient la première chinoise à remporter le tournoi de Roland-Garros en s'imposant face à Francesca Schiavone (6-4, 7-6 [0]). En 2012, Maria Sharapova remporte Roland-Garros, le quatrième Grand Chelem de sa carrière, et devient la 6e joueuse de l'ère Open à réaliser le Grand Chelem en carrière, après avoir vaincu en finale Sara Errani (6-3, 6-2). En 2013 Serena Williams gagne pour la deuxième fois le tournoi, 11 ans après sa première victoire, en deux sets (6-4 6-4) contre la russe Maria Sharapova, qui s'impose l'année suivante, pour un deuxième sacre, face à Simona Halep, (6-4, 65-7, 6-4), dont c'était la première finale en Grand Chelem. En 2017, Jeļena Ostapenko gagne son premier tournoi du Grand Chelem à 20 ans et 2 jours. En 2018, Simona Halep remporte le premier tournoi de Grand Chelem de sa carrière après deux finales infructueuses dans celui-ci, en battant en 3 sets (3-6, 6-4, 6-1) l'américaine Sloane Stephens. En 2019, Ashleigh Barty s’offre son premier titre du Grand Chelem en battant en finale Markéta Vondroušová (6-1,6-3) et devient la première australienne à inscrire son nom au palmarès du simple dames depuis Margaret Court en 1973. En 2020, Iga Świątek (54e joueuse mondiale, 19 ans) devient la première joueuse polonaise à remporter un tournoi du grand chelem en battant l'américaine Sofia Kenin en finale (6-4, 6-1). En 2021, c'est la tchèque Barbora Krejčíková qui remporte le tournoi face à Anastasia Pavlyuchenkova en finale (6-1, 2-6, 6-4).
La no 1 mondiale polonaise Iga Świątek remporte l'édition 2022 du tournoi féminin en simple pour la deuxième fois après 2020 en battant en finale l'Américaine Coco Gauff.

## Dotation
Depuis l'édition 2007, la FFT instaure la parité de rétribution entre joueuses et joueurs.
La dotation globale pour 2025 est de 56 352 000 € soit 5,21 % de plus qu'en 2024.
| Tournoi 2025             | Vainqueur   | Finaliste   | Demi-finale | Quart de finale | Huitième de finale | 3ème tour | 2ème tour | 1er tour | Q3       | Q2       | Q1       |
| Simples                  | 2 550 000 € | 1 275 000 € | 690 000 €   | 440 000 €       | 265 000 €          | 168 000 € | 117 000 € | 78 000 € | 43 000 € | 29 500 € | 21 000 € |
| Doubles1                 | 590 000 €   | 295 000 €   | 148 000 €   | 80 000 €        | 43 500 €           | 27 500 €  | 17 500 €  | -        | -        | -        | -        |
| Doubles mixte1           | 122 000 €   | 61 000 €    | 31 000 €    | 17 500 €        | 10 000 €           | 5 000 €   | -         | -        | -        | -        | -        |
| Tennis-Fauteuil simples  | 63 900 €    | 31 950 €    | 20 600 €    | 12 360 €        | 8 750 €            | -         | -         | -        | -        | -        | -        |
| Tennis-Fauteuil doubles1 | 21 650 €    | 11 350 €    | 8 250 €     | 5 150 €         | -                  | -         | -         | -        | -        | -        | -        |
| Quad simples             | 63 900 €    | 31 950 €    | 20 600 €    | 12 360 €        | -                  | -         | -         | -        | -        | -        | -        |
| Quad doubles1            | 21 650 €    | 11 350 €    | 8 250 €     | -               | -                  | -         | -         | -        | -        | -        | -        |

- 1 Les dotations pour les doubles sont par équipes.

## ATP et WTA
|                       | Simple messieurs (ATP) | Double messieurs (ATP) | Simple dames (WTA) | Double dames (WTA) |
| Vainqueur             | 2 000                  | 2 000                  | 2 000              | 2 000              |
| Finaliste             | 1300                   | 1 200                  | 1 300              | 1 300              |
| Demi-finaliste        | 800                    | 720                    | 780                | 780                |
| Quart de finaliste    | 400                    | 360                    | 430                | 430                |
| Huitième de finaliste | 200                    | 180                    | 240                | 240                |
| Troisième tour        | 100                    | -                      | 130                | -                  |
| Deuxième tour         | 50                     | 90                     | 70                 | 130                |
| Premier tour          | 10                     | 0                      | 10                 | 10                 |

## Palmarès
- Simple dames - Coupe Suzanne-Lenglen.
- Simple messieurs - Coupe des Mousquetaires.
- Double dames - Coupe Simonne Mathieu.
- Double messieurs - Coupe Jacques Brugnon.
- Double mixte - Coupe Marcel Bernard.
- Simple filles
- Simple garçons
- Double filles
- Double garçons

Représentation de la Coupe Suzanne-Lenglen.
Représentation de la Coupe des Mousquetaires.

## Records
| Record                                                              | Periode                     | Joueur(s)                                                        | Nombre             | Années victorieuses |
| ------------------------------------------------------------------- | --------------------------- | ---------------------------------------------------------------- | ------------------ | --- |
| Messieurs depuis 1891                                               |                             |                                                                  |                    | |
| Plus grand nombre de titres en simple messieurs                     | Chpts de France             | Max Decugis                                                      | 8                  | 1903-1904, 1907-1909, 1912-1914 |
| Plus grand nombre de titres en simple messieurs                     | Amateurs                    | Henri Cochet                                                     | 4                  | 1926, 1928, 1930, 1932 |
| Plus grand nombre de titres en simple messieurs                     | Ere Open                    | Rafael Nadal                                                     | 14                 | 2005-2008, 2010-2014, 2017-2020, 2022 |
| Plus grand nombre de titres consécutifs en simple messieurs         | Chpts de France             | Paul Aymé                                                        | 4                  | 1897-1900 |
| Plus grand nombre de titres consécutifs en simple messieurs         | Amateurs                    | Frank Parker Jaroslav Drobný Tony Trabert Nicola Pietrangeli     | 2                  | 1948-1949 1951-1952 1954-1955 1959-1960 |
| Plus grand nombre de titres consécutifs en simple messieurs         | Ere Open                    | Rafael Nadal                                                     | 5                  | 2010-2014 |
| Plus grand nombre de titres en double messieurs                     | Chpts de France             | Max Decugis                                                      | 14                 | 1902-1914, 1920 |
| Plus grand nombre de titres en double messieurs                     | Amateurs                    | Roy Emerson                                                      | 6                  | 1960, 1962 avec Neale Fraser, 1961 avec Rod Laver, 1963 avec Manuel Santana, 1964 avec Ken Fletcher, 1965 avec Fred Stolle                 |
| Plus grand nombre de titres en double messieurs                     | Ere Open                    | Daniel Nestor Max Mirnyi                                         | 4                  | 2007 avec Mark Knowles, 2010 avec Nenad Zimonjić, 2011, 2012 avec Max Mirnyi 2005, 2006 avec Jonas Björkman, 2011, 2012 avec Daniel Nestor |
| Plus grand nombre de titres consécutifs en double messieurs         | Chpts de France             | Max Decugis                                                      | 13                 | 1902-1914 |
| Plus grand nombre de titres consécutifs en double messieurs         | Amateurs                    | Roy Emerson                                                      | 6                  | 1960-1965 |
| Plus grand nombre de titres consécutifs en double messieurs         | Ere Open                    | Daniel Nestor                                                    | 3                  | 2010 avec Nenad Zimonjić, 2011, 2012 avec Max Mirnyi                                                                                       |
| Plus grand nombre de titres en double mixte - Messieurs             | Chpts de France             | Max Decugis                                                      | 7                  | 1904-1906, 1908-1909, 1914 et 1920 avec Suzanne Lenglen                                                                                    |
| Plus grand nombre de titres en double mixte - Messieurs             | Amateurs                    | Ken Fletcher                                                     | 3                  | 1963, 1964, 1965 avec Margaret Smith Court                                                                                                 |
| Plus grand nombre de titres en double mixte - Messieurs             | Ere Open                    | Jean-Claude Barclay                                              | 3                  | 1968, 1971, 1973 avec Françoise Dürr |
| Nb de participations (total : simples, doubles, mixtes) - Messieurs | Chpts de France et Amateurs | Max Decugis                                                      | 29                 | 1902-1920 |
| Nb de participations (total : simples, doubles, mixtes) - Messieurs | Ere Open                    | Nicolas Mahut                                                    | 47                 | 2000-2021 (17 simples, 21 doubles, 9 mixtes)                                                                                               |
| Dames depuis 1897                                                   |                             |                                                                  |                    | |
| Plus grand nombre de titres en simple dames                         | Chpts de France             | Adine Masson                                                     | 5                  | 1897, 1898, 1899, 1902, 1903 |
| Plus grand nombre de titres en simple dames                         | Amatrices                   | Helen Wills                                                      | 4                  | 1928, 1929, 1930, 1932 |
| Plus grand nombre de titres en simple dames                         | Ere Open                    | Chris Evert                                                      | 7                  | 1974, 1975, 1979, 1980, 1983, 1985, 1986                                                                                                   |
| Plus grand nombre de titres consécutifs en simple dames             | Chpts de France             | Jeanne Matthey Suzanne Lenglen                                   | 4                  | 1909-1912 1920-1923 |
| Plus grand nombre de titres consécutifs en simple dames             | Amatrices                   | Helen Wills                                                      | 3                  | 1928-1930 |
| Plus grand nombre de titres consécutifs en simple dames             | Ere Open                    | Monica Seles Justine Henin Iga Świątek                           | 3                  | 1990-1992 2005-2007 2022-2024 |
| Plus grand nombre de titres en double dames                         | Chpts de France             | Jeanne Matthey et Daisy Speranza Suzanne Lenglen                 | 4                  | 1909-1912 1920 avec Elisabeth d'Ayen, 1921 et 1922 avec Germaine Bourgeois, 1923 avec Julie Vlasto                                         |
| Plus grand nombre de titres en double dames                         | Amatrices                   | Simonne Mathieu                                                  | 6                  | 1933-1934 avec Elizabeth Ryan, 1936-1938 avec Billie Yorke, 1939 avec Jadwiga Jędrzejowska                                                 |
| Plus grand nombre de titres en double dames                         | Ere Open                    | / Martina Navrátilová                                            | 7                  | 1975 avec Chris Evert 1982 avec Anne Smith 1984-1985, 1987-1988 avec Pam Shriver 1986 avec Andrea Temesvári                                |
| Plus grand nombre de titres consécutifs en double dames             | Chpts de France             | Jeanne Matthey et Daisy Speranza Suzanne Lenglen                 | 4                  | 1909-1912 1920 avec Elisabeth d'Ayen, 1921 et 1922 avec Germaine Bourgeois, 1923 avec Julie Vlasto                                         |
| Plus grand nombre de titres consécutifs en double dames             | Amatrices                   | Françoise Dürr                                                   | 5                  | 1967-1971 |
| Plus grand nombre de titres consécutifs en double dames             | Ere Open                    | Martina Navrátilová Gigi Fernández                               | 5                  | 1984-1985, 1987-1988 avec Pam Shriver, 1986 avec Andrea Temesvári 1991 avec Jana Novotná, 1992-1995 avec Natasha Zvereva                   |
| Plus grand nombre de titres en double mixte - Dames                 | Chpts de France             | Suzanne Lenglen                                                  | 5                  | 1914, 1920 avec Max Decugis, 1921, 1922, 1923 avec Jacques Brugnon                                                                         |
| Plus grand nombre de titres en double mixte - Dames                 | Amatrices                   | Doris Hart Margaret Smith Court                                  | 3                  | 1951 et 1952 avec Frank Sedgman, 1953 avec Vic Seixas 1963-1965 avec Ken Fletcher                                                          |
| Plus grand nombre de titres en double mixte - Dames                 | Ere Open                    | Françoise Dürr                                                   | 3                  | 1968, 1971, 1973 avec Jean-Claude Barclay                                                                                                  |
| Plus de tournois (total : simples, doubles, mixtes) - Dames         | Chpts de France             | Suzanne Lenglen                                                  | 13                 | 1919-1924 (4 simples, 4 doubles, 5 mixtes)                                                                                                 |
| Plus de tournois (total : simples, doubles, mixtes) - Dames         | Amatrices                   | Doris Hart                                                       | 10                 | 1946-1953 (2 simples, 5 doubles, 3 mixtes)                                                                                                 |
| Plus de tournois (total : simples, doubles, mixtes) - Dames         | Ere Open                    | / Martina Navrátilová                                            | 11                 | 1974-1988 (2 simples, 7 doubles, 2 mixtes)                                                                                                 |
| Divers                                                              |                             |                                                                  |                    | |
| Plus grand nombre de matchs consécutifs gagnés                      | Messieurs                   | Rafael Nadal                                                     | 39                 | 2010-2015 |
| Plus grand nombre de matchs consécutifs gagnés                      | Dames                       | Chris Evert                                                      | 28                 | 1974, 1975, 1979, 1980 |
| Plus grand nombre de matchs gagnés en simple                        | Messieurs                   | Rafael Nadal                                                     | 112                | 2005-2022 (4 matchs perdus en 2009, 2015, 2021, 2024 et un forfait en 2016)                                                                |
| Plus grand nombre de matchs gagnés en simple                        | Dames                       | Steffi Graf                                                      | 84                 | 1983-1999 |
| Plus jeunes vainqueurs                                              | Messieurs                   | Michael Chang                                                    | 17 ans et 3 mois   | 1989 |
| Plus jeunes vainqueurs                                              | Dames                       | Monica Seles                                                     | 16 ans et 6 mois   | 1990 |
| Plus vieux vainqueurs                                               | Messieurs                   | Novak Djokovic                                                   | 36 ans et 20 jours | 2023 |
| Plus vieux vainqueurs                                               | Dames                       | Zsuzsa Körmöczy                                                  | 33 ans             | 1958 |
| Vainqueurs non têtes de série                                       | Messieurs                   | Marcel Bernard Mats Wilander Gustavo Kuerten Gastón Gaudio       |                    | 1946 1982 1997 2004 |
| Vainqueurs non têtes de série                                       | Dames                       | Margaret Scriven Jeļena Ostapenko Iga Świątek Barbora Krejčíková |                    | 1933 2017 2020 2021 |
| Match le plus long                                                  | Messieurs                   | Fabrice Santoro contre Arnaud Clément                            | 6 h 33 min         | 2004 |
| Match le plus long                                                  | Dames                       | Virginie Buisson contre Noëlle van Lottum                        | 4 h 7 min          | 1995 |
| Fin de match la plus tardive                                        | Messieurs                   | Novak Djokovic contre Lorenzo Musetti                            | 3 h 6              | 2 juin 2024 |
| Meilleur tour atteint par un qualifié                               | Messieurs                   | Filip Dewulf                                                     | Demi-finale        | 1997 |
| Meilleur tour atteint par un qualifié                               | Dames                       | Nadia Podoroska                                                  | Demi-finale        | 2020 |
| Meilleur tour atteint par un repêché                                | Messieurs                   | David Goffin                                                     | Huitième de finale | 2012 |

- Le Français Pierre-Hugues Herbert (145e) et l'Italien Andrea Arnaboldi (188e) ont battu le record du match le plus long en qualifications aux Internationaux de France quant au nombre de jeux au terme d'un marathon de 4 h 26 min (6-4, 3-6, 27-25) disputé sur deux jours, le 21 mai 2015.
- Le plus long match en durée, en qualifications, date de 2010 lorsque la Japonaise Kurumi Nara s'est imposée contre la Roumaine Monica Niculescu 4-6, 7-63, 10-8 en 4 h 42 min.
- Le plus long match en durée, en finale, date de 2025, l'espagnol Carlos Alcaraz s'est imposé contre l'italien Jannik Sinner 4-6, 6-7 4, 6-4, 7-6 3, 7-6 2 en 5 h 29 min. La précédente finale la plus longue de l'histoire à Roland-Garros était celle ayant opposé Mats Wilander à Guillermo Vilas en 1982: 1-6, 7-6, 6-0, 6-4 en 4 h 42 min.

## Organisation

### Directeurs
- 1968 : Pierre Darmon
- 1979 : Christian Duxin
- 1984 : Patrice Clerc
- 2001 : Jean-Claude Blanc
- 2007 : Jean-François Vilotte
- 2009 : Gilbert Ysern
- 2016 : Guy Forget
- 2021 : Amélie Mauresmo

### Billetterie
La vente des billets pour le tournoi est répartie de septembre à mai : les entreprises en septembre, les billets "premium" en février, les billets pour les licenciés début mars et le grand public entre fin mars et début mai et sont disponibles en ligne.
Le développement des billets électroniques et nominatifs ont permis de limiter le marché noir et les fraudes : la revente des billets est possible par le biais de la bourse aux billets éditée par le tournoi permettant aux spectateurs de revendre leurs billets de façon légale et officielle et ce depuis 2009.
Les statistiques montrent que 30 à 40 % des spectateurs sont des licenciés de la FFT.
Depuis 2024, le tournoi utilise une billetterie 100 % électronique. Il n'est plus possible d'imprimer son ticket.
Début 2025, Roland Garros annonce une modification de sa billetterie dite "Grand Public". Désormais, un système par tirage au sort, similaire à ce qu'ont pu faire les Jeux olympiques de Paris 2024 pour leur billetterie, est mis en place.

### Compétition

#### Qualifications et invitations

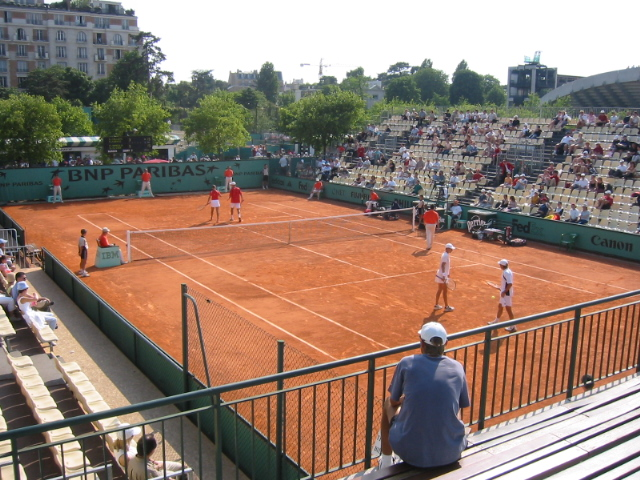
Match de double mixte sur le court no 6.

Les qualifications se déroulent sur quatre jours. Pour obtenir leur ticket pour le tableau final, 128 joueurs et 128 joueuses jouent la semaine avant la quinzaine de compétition. Parmi eux, il y en aura seulement douze chez les femmes et seize chez les hommes qui pourront affronter les meilleurs joueurs mondiaux. Les matchs de qualification se jouent en deux sets gagnants. Il faut remporter trois matchs pour obtenir son droit d'accès au tableau final (joueurs notés Q dans le tableau de match sur certains sites de tennis). De plus, en cas d'absence de joueurs inscrits pour le tableau final pour blessure ou maladie, les meilleurs perdants ayant accédé au 3e tour des qualifications peuvent être repêchés (en anglais, Lucky loser, LL). Les rencontres se déroulent sur les courts annexes (no 6 à 12 et 14 à 17). Lors du dernier tour des qualifications, des matchs se déroulent sur le court no 1.
Les qualifications servent de répétition générale pour les ramasseurs de balles, arbitres, cordeurs, agents de sécurité et d'entretien. En 2005, les qualifications ont attiré 16 303 visiteurs.
Les organisateurs peuvent inviter jusqu'à neuf joueurs ne remplissant pas les critères de qualification (souvent mentionné comme Wild Card).

#### Règlement et spécificités
Roland-Garros est l'un des tournois majeurs de la saison, puisqu'il correspond à la deuxième levée des tournois du « Grand Chelem », les plus prestigieuses des compétitions internationales. Il vient clore la saison sur terre battue pour les meilleurs joueurs mondiaux, avant le début de la saison sur gazon. Considéré comme le tournoi le plus exigeant, notamment au niveau physique, Roland-Garros marque chaque saison l'avènement de l'un des rois de cette surface. Dans la période la plus récente, les vainqueurs ont rarement été des attaquants adeptes du service-volée : John McEnroe ou Pete Sampras, par exemple, n'ont jamais réussi à s'y imposer. Les derniers Français à avoir remporté le tournoi en simple sont Yannick Noah en 1983 et Mary Pierce en 2000.
Le tournoi se joue sur terre battue, en trois manches gagnantes pour les messieurs - sauf de 1973 à 1975 où les deux premiers tours du simple messieurs se sont joués en deux sets gagnants - et en deux manches gagnantes pour les dames, comme tous les tournois du Grand Chelem. Cette surface dite lente et l'absence de jeu décisif dans la dernière manche ont conduit à des rencontres fleuves de plusieurs heures, qui peuvent se conclure par des scores très élevés, comme lors du match opposant Fabrice Santoro à Arnaud Clément qui s'est achevé le 25 mai 2004 au bout de six heures et trente-trois minutes de jeu, sur un score de 16-14 dans la cinquième manche. Le super jeu décisif est introduit en 2022, pour plus de cohérence avec les autres tournois du Grand Chelem.
Le tournoi de double messieurs se joue en 1968 en six tours avec quatre exempts de 1er tour, matchs en trois sets gagnants. De 1969 à 1971 il se joue en sept tours avec 45 exempts de 1er tour en 1969, 56 en 1970, 52 en 1971, matchs en trois sets gagnants. De 1972 à 1978 en six tours avec uniquement la finale en trois sets gagnants (set exempts de 1er tour en 1972, 21 en 1975 et 17 en 1976, seule année où l'équipe vainqueure n'étaient pas exempte de premier tour). De 1979 à 1989 en six tours et matchs en trois sets gagnants pour la demi-finale et la finale. Depuis 1990 en six tours avec des matchs en deux sets gagnants.
D'abord de couleur blanche, les balles sont jaunes depuis 1978, essentiellement pour des raisons de visibilité sur les écrans de télévision .
Comme pour tous les tournois se déroulant sur terre battue , Roland-Garros se refuse à utiliser le système Hawk-Eye, principalement parce que la balle laisse une trace sur la terre battue, sous forme d'une trainée et d'un point d'impact. L'arbitre doit ainsi lui-même vérifier la trace en descendant de sa chaise. Cependant, il ne le fait pas toujours et dans ce cas, il peut y avoir contestation de la part de l'athlète, comme entre John McEnroe et l'arbitre de chaise le 31 mai 1988.
À partir de 2006, le tournoi commence le dimanche. Appelé « Sunday start », il ouvre la quinzaine de compétition. En 2008, 32 matchs du premier tour ont eu lieu sur les courts Philippe-Chatrier, Suzanne-Lenglen, no 1, no 2, no 3, no 6, no 7 et no 17. Les autres courts restant occupés pour l'entraînement des joueurs qui commencent leur tournoi lundi ou mardi. Les rencontres débutent à 11 heures le matin et se poursuivent sans interruption jusqu'à la tombée de la nuit (21 h 40 environ à cette période de l'année). Elles commencent plus tard à partir des demi-finales.
En 2008, les spectateurs ont été remboursés à hauteur de 50 % du prix du billet en cas de moins de deux heures de jeu, et de 100 % en cas de moins d’une heure de jeu à cause des intempéries. Pour la première fois, l'organisation a offert aux spectateurs venus le jour de leur anniversaire aux Internationaux de France un billet pour le Masters de Paris-Bercy.
En 2024, au cours de la première semaine du tournoi, à la suite de nuisances de la part du public parisien signalées par David Goffin et Iga Swiatek, la directrice du tournoi Amélie Mauresmo annonce l'interdiction de la consommation d'alcool en tribunes.

#### Ramasseurs de balles

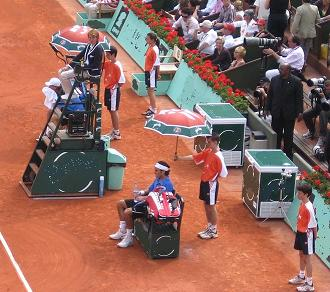
Ramasseur de balles durant un changement de côté.

Sélectionnés selon des critères précis, les ramasseurs de balles de Roland-Garros doivent apporter la serviette aux joueurs et leur donner des balles qu'ils ont ramassées. Ils ont entre douze et seize ans et possèdent une licence. Ce sont les 250 ramasseurs de balles placés sous la responsabilité de David Portier et Arthur Bongrand. Retenus parmi quelque 4 000 postulants, ces jeunes gens ont été soumis, de novembre à janvier, à des tests de physiques et d'adresse, à travers toute la France.

### Lutte antidopage
Mariano Puerta, finaliste 2005, est accusé de dopage le 6 octobre 2005 par le journal L'Équipe, qui affirme qu'un contrôle positif à l'étiléfrine (stimulant cardiaque) a été réalisé le soir de la finale du tournoi de Roland-Garros. Le 21 décembre 2005, la Fédération internationale de tennis annonce la suspension du joueur de toute compétition pendant 8 ans à compter du 5 juin 2005, soit la plus lourde sanction jamais prononcée dans l'histoire du tennis. Puerta doit également renoncer à tous ses gains acquis dans les tournois depuis sa défaite à Roland-Garros, soit 456 000 dollars US. Le 12 juillet 2006, sa peine est réduite de 8 ans à 2 ans de suspension par le Tribunal arbitral du sport.
Sesil Karatantcheva est contrôlée positive à la nandrolone durant les Internationaux de France de tennis 2005. Alors âgée de quinze ans, elle est condamnée, après appel, à deux ans de suspension.
Lors de l'édition 2007, 182 contrôles antidopage ont été diligentés . À partir des quarts de finale, une recherche systématique d'EPO à partir de tests sanguins est effectuée. Avant le stade des quarts de finale, des tests urinaires pour la recherche d'EPO sont effectués de façon aléatoire. L'ensemble de ces contrôles est testé et envoyé à un même laboratoire à Montréal.
Organisés par la Fédération internationale de tennis depuis 2005, ces tests antidopage ont été exceptionnellement effectués en collaboration avec l'Agence française de lutte contre le dopage lors de l'édition 2009, mais les méthodes de cette dernière ayant suscité le mécontentement de certains athlètes, l'expérience ne fut pas renouvelée ,.

### Autour du tournoi
Depuis 1981, sont aussi décernés pendant le tournoi les prix Citron, Orange, et Bourgeon. En 2008, après vote par SMS et internet du public, Roger Federer reçoit le Prix Orange, avec 33 % des votes, devant Rafael Nadal (28 %) et Gustavo Kuerten (22 %) ; et Fabrice Santoro remporte le prix Citron devant Novak Djokovic.
La presse décerne le Prix Bourgeon 2008 à la Française Alizé Cornet. Ilie Năstase est le seul à avoir reçu les prix Citron et Orange la même année, et c'est lors de la première année en 1981. Marcelo Ríos remporte le prix Citron de 1996 à 1999. Roger Federer a reçu les Prix Orange 2005, 2006, 2007 et 2008. Le « Prix spécial du fair-play de la décennie » est décerné à Gustavo Kuerten en 2008.
Le trophée des Légendes est un tournoi opposant d'anciennes gloires du tennis. Créé en 1998 à l'initiative de Mansour Bahrami, il se déroule durant la seconde semaine de la quinzaine des Internationaux de France. Deux compétitions sont organisées, l'une pour les joueurs âgés de 35 à 45 ans, l'autre pour ceux de plus de 45 ans. Les rencontres sont jouées en double, au meilleur des deux sets, avec tie-break dans chaque set et « match tie-break » au troisième set, c'est-à-dire que les premiers à 10 points avec deux points d’écart gagnent. Les vainqueurs de l'édition 2008 des 35-45 ans sont Goran Ivanišević et Michael Stich tandis que le double composé de Anders Järryd et John McEnroe remporte le tournoi des plus de 45 ans. Anders Jarryd est le joueur le plus titré du trophée des Légendes avec six titres.
Depuis 2010, le pendant féminin du trophée des Légendes a été créé et il se déroule pendant la même période.
À la veille de l'ouverture du tournoi, se déroule traditionnellement la journée d'exhibition Benny Berthet, dont les profits sont reversés à diverses associations caritatives. Chaque année, depuis 1977, les Internationaux de France organisent cet évènement caritatif. En 2006, Roger Federer, Rafael Nadal, Marat Safin, Amélie Mauresmo, Gaël Monfils, Richard Gasquet, Andy Murray, ou encore Mats Wilander, Henri Leconte, Cédric Pioline avaient permis de réunir plus de 241 000 €.
En 2008, les associations qui ont bénéficié de cette journée sont : Le Comité de Paris de la Ligue contre le Cancer, Sidaction, Vaincre la mucoviscidose, Fête le Mur et Tennis en Liberté.
Bertrand Delanoë, maire de Paris, et Christian Bîmes, président de la FFT, ont inauguré le 4 juin 2008 l'opération « Roland-Garros dans la ville » sur le parvis de l’Hôtel-de-Ville. John McEnroe, Cédric Pioline et des joueurs du tournoi ont joué des matchs exhibitions pour le public parisien. Durant cinq jours, un court en terre battue et un court de mini-tennis ont été disponibles pour des enfants des Centres Scolaires Sportifs. Un écran géant a retransmis des matchs durant les derniers jours du tournoi.

## Stade Roland-Garros

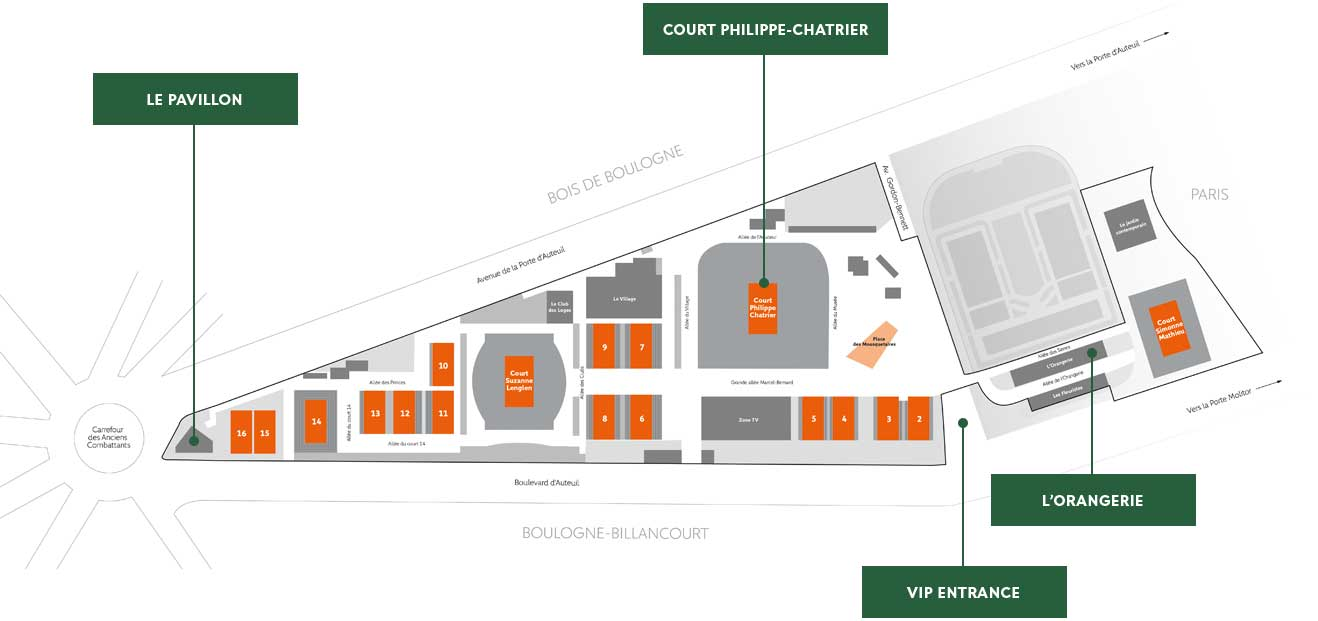
Plan du stade Roland-Garros en 2023

### Emplacement et accessibilité
Le stade de Roland-Garros se situe à la porte d'Auteuil, au sud-ouest de Paris, entre l'hippodrome d'Auteuil, le stade Jean-Bouin et le bois de Boulogne.
Le stade est accessible par différents moyens :
- Métro 10 – Arrêt « Porte d'Auteuil »
- Bus
- Voiture

### Courts

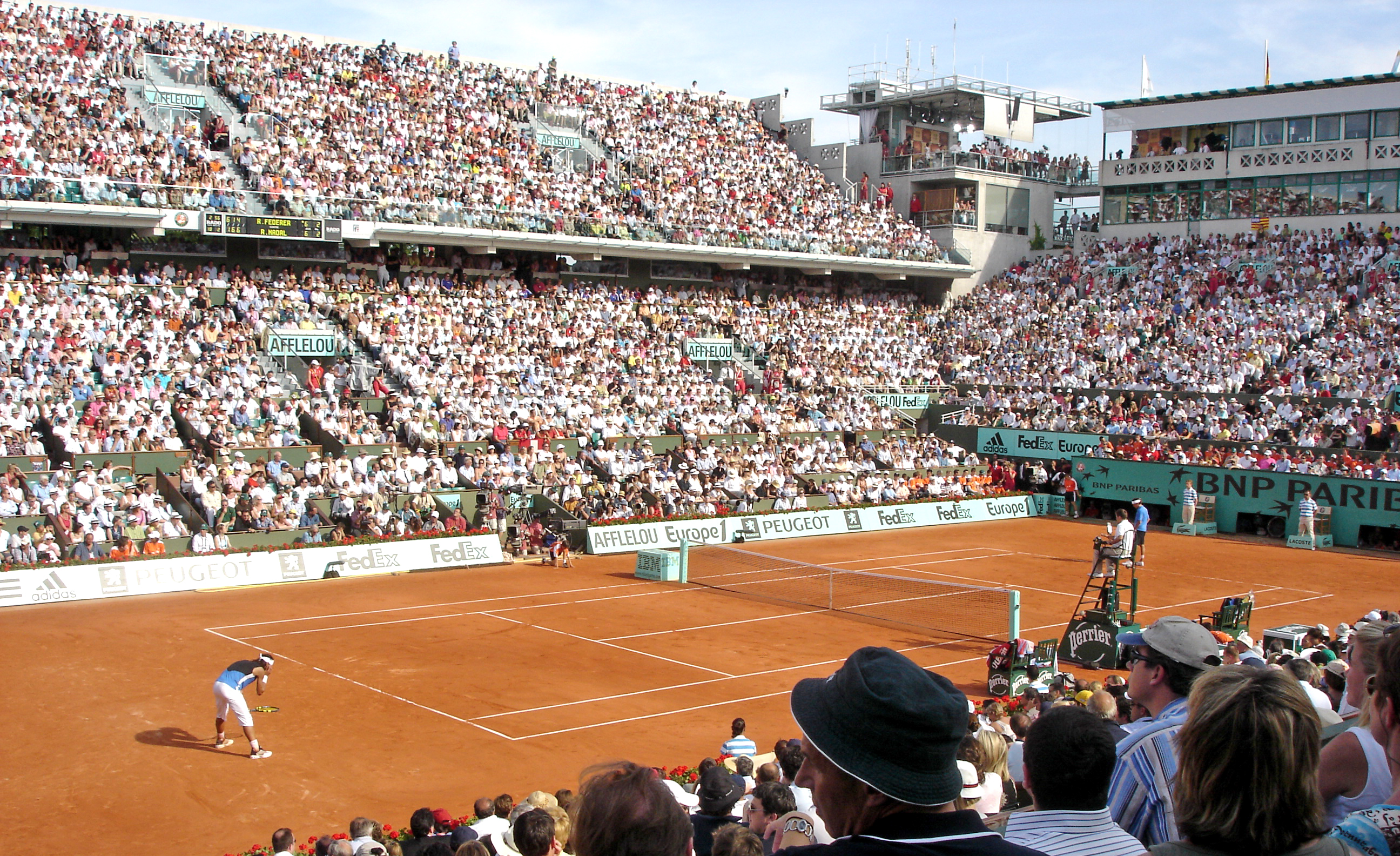
Finale 2006 sur le court central

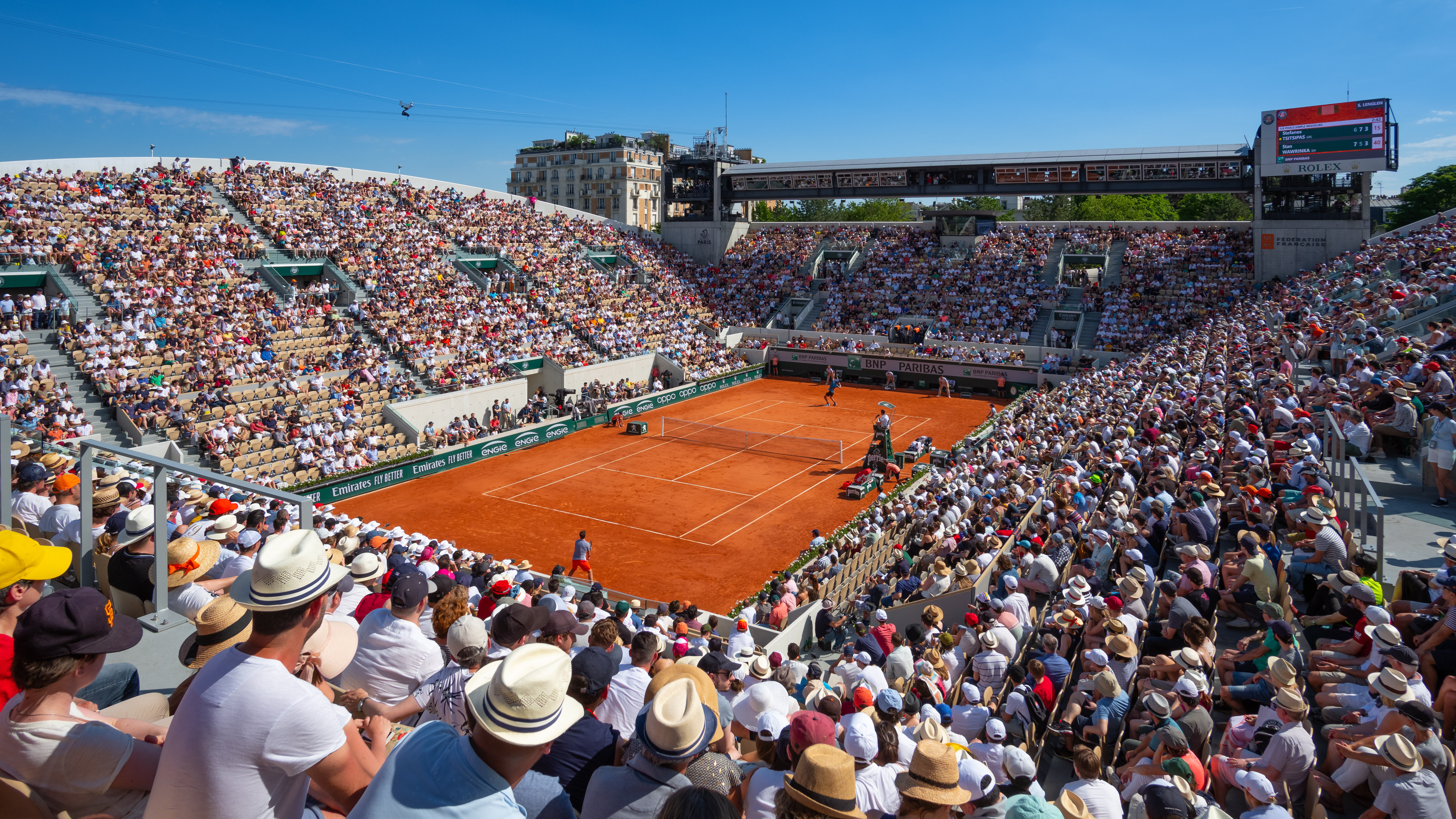
Court Suzanne-Lenglen

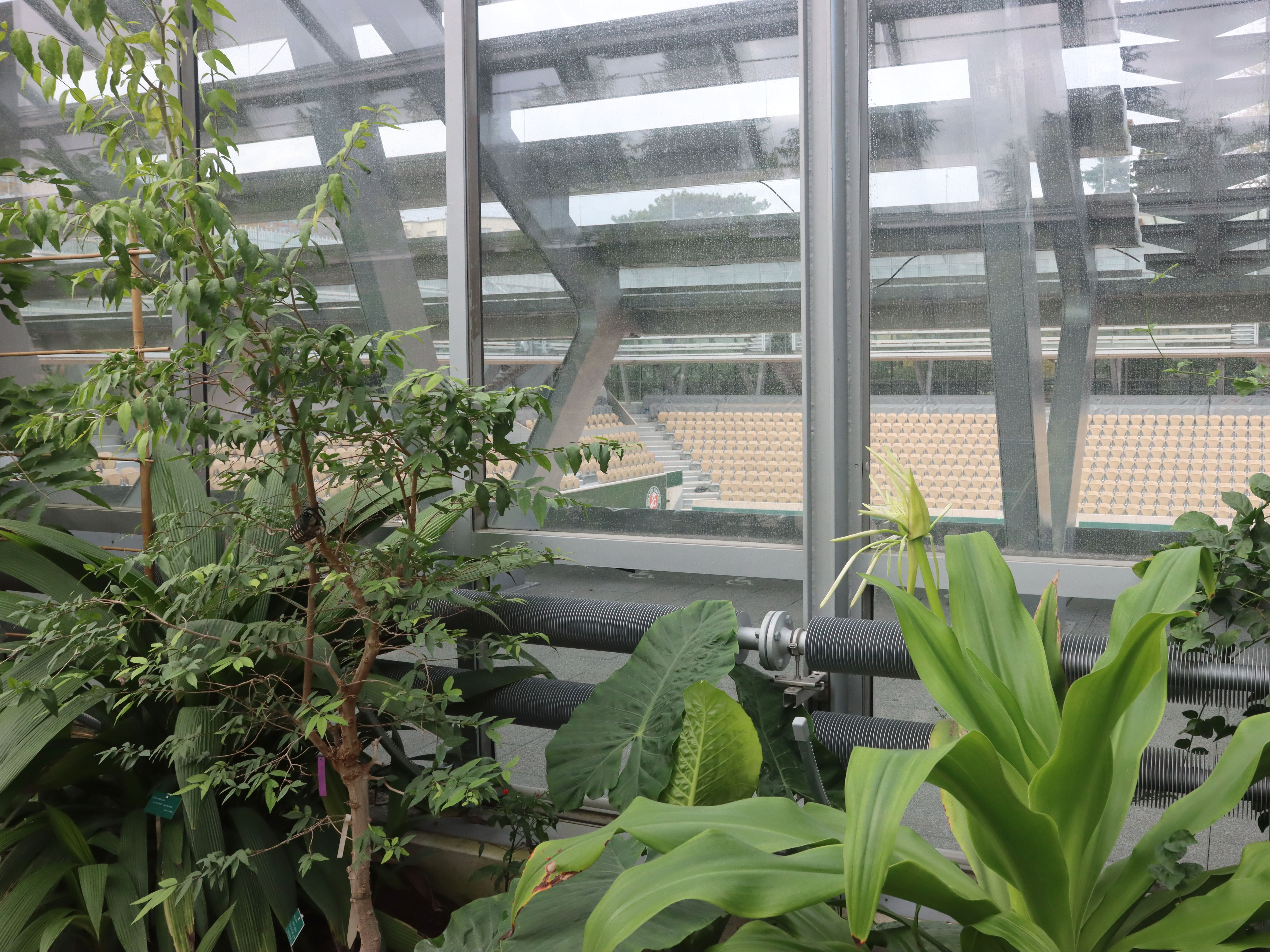
Le court Simonne-Mathieu, vu depuis la serre tropicale

Pendant les semaines de compétitions, vingt courts du stade Roland-Garros sont utilisés en compétition. La Fédération française de tennis est locataire du terrain sur lequel se déroulent les Internationaux de France. Elle paie à la Mairie de Paris un loyer pour la concession de Roland-Garros qui se termine en 2042.
La surface sur laquelle se joue le tournoi, la terre battue, ralentit la balle et produit un rebond très haut, ce qui implique un style de jeu très différent de celui employé sur les surfaces rapides (gazon, Decoturf, Rebound Ace) utilisées par les trois autres tournois du Grand Chelem. Il est également possible de glisser. Cela explique pourquoi certains des plus grands joueurs de l’histoire, tels Jimmy Connors, Boris Becker ou Pete Sampras, qui ont gagné à plusieurs reprises chacun des trois autres tournois, ont toujours échoué à remporter Roland-Garros, ne parvenant ainsi jamais à réaliser le Grand Chelem. A contrario, après l'édition 2017 cinq des dix derniers vainqueurs sur la terre battue parisienne ne se sont jamais imposés dans aucun autre tournoi du Grand Chelem.
Le court central est le court Philippe-Chatrier. Construit en 1927 pour recevoir la revanche en Coupe Davis contre les États-Unis, inauguré en 1928, le court central peut accueillir 15 225 spectateurs. Rénové plusieurs fois, il est nommé court Philippe-Chatrier en 2001 en hommage à Philippe Chatrier, ancien président de la fédération internationale de tennis. En 2008, à l’occasion de la destruction et reconstruction de la tribune C, les tribunes A, B, C et D sont renommées respectivement tribunes Jacques Brugnon, Jean Borotra, René Lacoste et Henri Cochet. La dernière rénovation effectuée en 2018 le dote d'un éclairage et d'un toit rétractable. C'est le plus grand stade de tennis en terre battue du monde.
Le court Suzanne-Lenglen, d’une capacité de 10 056 places, a été construit en 1994. D’abord appelé Court A à sa construction, le court est renommé court Suzanne-Lenglen en 1997 afin d’honorer Suzanne Lenglen, joueuse de tennis française. Devant la Tribune Est se dresse un haut-relief de bronze représentant la joueuse. Le court Suzanne-Lenglen présente la particularité d’abriter en sous-sol une fosse d’eau qui permet à la terre de conserver un taux d’humidité optimal.
Le troisième principal court est le court Simonne-Mathieu, d'une capacité de 5 000 places, ouvert en 2019. Nommé en l'honneur de Simonne Mathieu, joueuse de tennis et résistante française, sa particularité est d'être semi-enterré et entouré de quatre serres tropicales, afin de mieux s'intégrer au jardin des serres d'Auteuil, au sud duquel le court se situe.
Les autres courts utilisés pour la compétition sont numérotés de 2 à 18. D'autres courts, en dur, sont disponibles pour l’entraînement des joueurs.
Parmi les anciennes installations, le court no 1 du stade Roland-Garros avait une capacité de 3 802 places. Inauguré en 1980, la configuration des tribunes lui donnait l'allure d'une arène. Il est démoli en 2019 dans le cadre de la modernisation des installations du stade Roland-Garros. Le palmarès des Internationaux de France était inscrit en lettres de bronze en haut du stade côté extérieur. 

### Place des Mousquetaires
La place des Mousquetaires est inaugurée le 26 mai 1989 par Philippe Chatrier, alors président de la fédération française de tennis. Elle est dédiée aux quatre Mousquetaires qui ont fait la gloire du tennis français en dominant le tennis mondial dans les années 1920 : Jacques Brugnon, Jean Borotra, Henri Cochet et René Lacoste. Quatre statues du sculpteur italien Vito Tongiani représentent chacun des quatre joueurs et honorent leurs succès en Coupe Davis entre 1927 et 1933, victoires qui ont permis la construction du Stade Roland-Garros et en ont fait sa renommée mondiale. Au milieu de la place des mousquetaires, un monument rend hommage aux victoires en Coupe Davis : aux six victoires des quatre Mousquetaires s'ajoutent celles de 1991, 1996 et 2001.

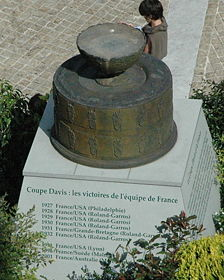
Monument au centre de la place des Mousquetaires

### Le Village
Créé en 1979, le Village est un vaste espace d'exposition et l'espace des relations publiques de Roland-Garros. Pour y rentrer, il est nécessaire d'avoir une invitation ou une accréditation. Ensemble de 19 tentes avec pour chaque espace, un salon de 50 m2 et une terrasse de 25 m2, il est au centre des regards car il est le lieu des célébrités, des VIP. De nombreux sites VIP ont été créés depuis les années 1980 afin d'accueillir les 72 000 VIP attendus.
Les sociétés peuvent louer un espace de une, entre  300 et 2 000 euros hors taxes par personne, à quinze journées, de 140 000 à 330 000 euros l'espace hors restauration, pour s'exposer. En 2009, les relations publiques représentent, avec la billetterie qui en découle, 34 millions d'euros des  118 millions d'euros du chiffre d'affaires de Roland-Garros. En 2012, le chiffre d'affaires est passé à  162,2 millions d'euros qui se répartissent en produits dérivés ( 7,8 millions d'euros), en billetterie ( 28,6 millions d'euros), en partenariats ( 33,1 millions d'euros, le « ticket d'entrée » pour être partenaire se montant de 2 à 3 millions), en produits de relations publiques ( 34,6 millions d'euros), en médias avec principalement les chaînes de télévision (55 millions d'euros), le bénéfice généré étant de l'ordre de  50 millions d'euros,.

### Musée
Le musée du Tennis aussi connu sous les noms de Tenniseum et musée de Roland-Garros, est un musée créé en 2003 par la Fédération française de tennis est le premier musée multimédia du tennis. Inauguré le 25 mai 2003 par Christian Bimes, président de la FFT de 1993 à 2009, il abrite une salle d'exposition permanente, deux salles d'exposition thématiques, un espace multimédia et une médiathèque. Il est ouvert tous les jours sauf le lundi. En 2008, René Lacoste, Arnulf Rainer et l'évolution du stade depuis sa création ont été des thèmes d'exposition. Les affiches des Internationaux de France de 1980 à aujourd'hui y sont exposées. l'affiche de l'édition 2009, la 28e affiche des Internationaux de France, est signée Konrad Klapheck.
Les spectateurs de Roland-Garros peuvent entrer gratuitement du 10 juin au 31 décembre au musée ou visiter le stade en montrant leur billet. Le musée avait un site internet où l'on pouvait voir quelles expositions y étaient présentées.

### Les grands travaux de Roland-Garros (2015 - 2020)
La FFT et la Ville de Paris décident[réf. nécessaire]qu'il faut « moderniser » le stade de Roland-Garros pour deux raisons :
- Rivaliser avec les autres tournois du Grand Chelem et notamment Wimbledon et faire de Roland-Garros le plus grand et le plus prestigieux des tournois de tennis au monde.
- En vue de la candidature de Paris aux Jeux olympiques de 2024.

Ces travaux sont étalés sur 5 ans afin de garantir la tenue et la qualité du tournoi.
Les projets d'agrandissement du stade ont déclenché de nombreuses procédures judiciaires de la part des serres d'Auteuil, de plusieurs habitants du quartier et d'associations de protection de l'environnement. En mars 2016, le tribunal administratif de Paris suspend le projet d'extension du stade car il modifierait l'aspect d'une parcelle du bois de Boulogne classée. De nombreux recours sont engagés, après le Conseil d'État, le Tribunal de grande instance de Paris et le Tribunal administratif de Paris, c’est finalement la Cour Administrative d’Appel de Paris qui donne raison, en mai 2018, à la Fédération française de tennis sur la modernisation de Roland-Garros. Les chantiers peuvent être poursuivis.

#### Les réalisations
2018 : A l’ouest du triangle historique, au Fonds des princes, à l’emplacement de l’ancien gymnase de la Ville de Paris, l’édition 1998 inaugure le court 18, qui deviendra l’année suivante le court 14. Remplaçant les anciens courts 1 et 2, c’est le troisième court en termes de taille pouvant recevoir 2 200 spectateurs. Dans son sous-sol il abrite des vestiaires et la zone de repos et sanitaires des hôtesses et contrôleurs du tournoi.
2019 : En mars 2019, Anne Hidalgo, maire de Paris, et Bernard Giudicelli, président de la FFT, inaugurent le court Simonne-Mathieu (qui remplace alors le court n°1, détruit la même année) et les nouvelles serres d’Auteuil. Cet ensemble unique offre plus de confort et d’espace aux spectateurs alliant des serres contemporaines, un espace de promenade et un court de tennis. Ce court porte le nom de Simonne Mathieu, résistante et capitaine des Forces françaises libres mais aussi célèbre joueuse de tennis. Deuxième joueuse française la plus titrée après Suzanne Lenglen, elle remporta deux fois le tournoi de Roland-Garros et 11 autres titres du Grand Chelem.
2020 est une année particulière, avec un tournoi qui subit les conséquences de la pandémie mais qui voit aussi se concrétiser un grand projet : le nouveau toit au-dessus du court Philippe-Chatrier, court central du site parisien. Le toit se compose de onze ailes, chacune divisée en sept tronçons de 15 m de long et 3 m de haut. Chaque aile pèse 330 tonnes et s’étend sur 105 m d’envergure. Deux années ont été nécessaires à la fabrication des ailes dans des ateliers de la région de Venise. Sur site, il a fallu huit mois pour l’assemblage, la mise en place des panneaux acoustiques, le hissage et le bâchage des onze ailes. Il faut quinze minutes pour fermer ce toit d’une surface d’un hectare 
En 2024, le court Suzanne Lenglen se dote également d'un toit dans l'optique des Jeux olympiques de Paris.

## Aspects économiques

### Bilan économique

#### Recettes
|                                    | 2000                     | 2001                     | 2002                     | 2003                     | 2004                     | 2005                     | 2006                     |
| Internationaux de France           | Internationaux de France | Internationaux de France | Internationaux de France | Internationaux de France | Internationaux de France | Internationaux de France | Internationaux de France |
| ---------------------------------- | ------------------------ | ------------------------ | ------------------------ | ------------------------ | ------------------------ | ------------------------ | ------------------------ |
| Billetterie                        | 15 572                   | 15 682                   | 16 476                   | 17 745                   | 18 010                   | 19 403                   | 21 235                   |
| Opérations promotion, partenariats | 26 545                   | 34 149                   | 37 979                   | 41 451                   | 44 002                   | 46 862                   | 50 880                   |
| Télévision et audiovisuel          | 35 299                   | 41 219                   | 39 141                   | 41 178                   | 41 300                   | 33 984                   | 33 370                   |
| Opérations annexes                 | 4 687                    | 4 924                    | 1 918                    | 1 945                    | 3 386                    | 2 417                    | 2 746                    |
| Reprise sur provision              |                          |                          |                          |                          | 762                      | 96                       | 57                       |
| Total                              | 82 103                   | 95 974                   | 95 514                   | 102 319                  | 107 460                  | 102 762                  | 108 288                  |
| Terre de Roland-Garros             |                          |                          |                          |                          |                          |                          |                          |
| Tennismuseum                       | 1                        |                          | 119                      | 1 114                    | 195                      | 305                      | 287                      |
| Le Roland-Garros                   |                          |                          |                          |                          | 105                      | 138                      | 132                      |
| Partenariat                        |                          |                          |                          |                          | 477                      | 665                      | 751                      |
| Séminaires                         |                          |                          |                          |                          | 327                      | 633                      | 1 163                    |
| Reprise provision                  |                          |                          |                          |                          |                          |                          | 8                        |
| Total                              | 1                        |                          | 119                      | 1 114                    | 1 104                    | 1 741                    | 2 341                    |
| Autres                             |                          |                          |                          |                          |                          |                          |                          |
| Refacturations et divers           | 207                      | 1 263                    | 4 431                    | 1 426                    |                          |                          |                          |
| Produits exceptionnels             | 213                      | 410                      | 697                      | 658                      |                          |                          |                          |
| Reprise sur provisions             | 434                      | 62                       | 23                       | 85                       |                          |                          |                          |
| Boutique de Roland-Garros          |                          |                          |                          |                          |                          | 8 712                    | 9 737                    |
| Totaux recettes                    |                          |                          |                          |                          |                          |                          |                          |
|                                    | 82 958                   | 97 709                   | 100 784                  | 105 602                  | 108 464                  | 113 215                  | 120 366                  |

#### Dépenses
|                                              | 2000   | 2001   | 2002   | 2003   | 2004   | 2005   | 2006   |
| Stade                                        | Stade  | Stade  | Stade  | Stade  | Stade  | Stade  | Stade  |
| -------------------------------------------- | ------ | ------ | ------ | ------ | ------ | ------ | ------ |
| Eau gaz et électricité                       | 535    | 665    | 831    | 982    |        |        |        |
| Fonctionnement                               | 988    | 1 211  | 1 562  | 1 696  |        |        |        |
| Entretien                                    | 154    | 82     |        |        |        |        |        |
| Total                                        | 1 677  | 1 958  | 2 393  | 2 678  |        |        |        |
| Internationaux de France                     |        |        |        |        |        |        |        |
| Prix aux joueurs                             | 10 176 | 10 690 | 11 857 | 13 512 | 13 728 | 13 983 | 14 724 |
| Organisation                                 | 8 703  | 13 407 | 14 342 | 15 138 | 20 445 | 20 670 | 21 293 |
| Taxes et redevances                          | 2 494  | 4 447  | 4 345  | 4 603  |        |        |        |
| Charges télévision                           | 3 106  | 3 574  | 2 955  | 2 612  | 4 351  | 4 362  | 4 380  |
| Salaires et charges                          |        |        |        |        | 7 311  | 7 198  | 7 561  |
| Charges réparties                            |        |        |        |        | 2 284  | 2 225  | 2 502  |
| Approvisionnements, amortissements et divers | 3 989  | 3 472  | 2 733  | 1 885  | 10 806 | 11 013 | 12 269 |
| Total                                        | 28 468 | 35 590 | 36 232 | 37 750 | 58 925 | 59 451 | 62 729 |
| Terre de Roland-Garros                       |        |        |        |        |        |        |        |
| Tennismuseum                                 | 341    | 393    | 349    | 1 237  |        |        |        |
| - Frais de fonctionnement                    | 91     | 125    | 160    | 1 004  |        |        |        |
| - Achat de collections                       | 18     | 17     | 7      | 33     |        |        |        |
| - Expositions                                | 1      | 1      | 4      | 157    |        |        |        |
| - Relations publiques et déplacements        | 19     | 37     | 81     | 13     |        |        |        |
| - Honoraires                                 | 212    | 213    | 97     | 30     |        |        |        |
| Quote-part eau électricité                   |        |        |        |        | 70     | 71     | 82     |
| Quote part de fonctionnement                 |        |        |        |        | 15     | 16     | 18     |
| Séminaires                                   |        |        |        |        | 45     | 159    | 324    |
| Total                                        | 341    | 393    | 349    | 1 237  | 2 212  | 2 448  | 2 423  |
| Boutique de Roland-Garros                    |        |        |        |        |        |        |        |
| Total                                        |        |        |        |        |        | 5 860  | 6 184  |
| Autres charges                               |        |        |        |        |        |        |        |
| Salaires                                     | 6 508  | 7 620  | 8 343  | 8 161  |        |        |        |
| Charges exceptionnelles                      | 289    | 306    | 1 087  | 602    |        |        |        |
| Provisions                                   | 51     | 23     | 232    | 368    |        |        |        |
| Amortissements                               | 5 251  | 6 900  | 9 267  | 9 812  |        |        |        |
| Totaux charges                               |        |        |        |        |        |        |        |
|                                              | 49 263 | 52 790 | 57 903 | 60 608 | 68 200 | 74 572 | 78 038 |

### Bilan carbone
Selon une étude parue dans le Journal du dimanche le 1er janvier 2011, le rallye Dakar a émis 42 000 tonnes de CO2. À titre de comparaison, l'étude menée par le cabinet Espere (agréé par l'Ademe), le Grand Prix de F1 de Spa-Francorchamps en Belgique en émet 24 000 tonnes, la Coupe du monde de rugby à XV 2007 est à 570 000 tonnes, la Coupe du monde de football est à 2 700 000 tonnes, et le tournoi de Roland-Garros à 156 000 tonnes de CO2. Ces chiffres s'expliquent essentiellement par les déplacements des spectateurs. La Fédération française de tennis a d’ailleurs annoncé qu’elle prenait des mesures pour améliorer son bilan carbone.

### Couverture médiatique
Roland-Garros est diffusé dans les cinq continents par 102 chaînes dans 198 territoires. L'Europe est le continent qui diffuse le plus le tournoi avec 3 911 heures de couverture télévisée consacrée aux Internationaux de France 2008, suivent l'Asie-Pacifique, 1 610 heures, l'Amérique, 1 020 heures, et l'Afrique avec 859 heures. Les directs représentent plus de 66 % de la diffusion totale du tournoi, 4 917 des 7 400 heures de diffusion sont en direct, le reste est partagé entre différé, rediffusion et résumé.
En France, le tournoi est d'abord diffusé sur TF1. Les droits de diffusion sont cédés en 1987 à Antenne 2 et FR3 qui deviendra plus tard le groupe France Télévisions ainsi que France 2 et France 3 jusqu'en 2023. Il devient alors un partenaire historique du tournoi, contribuant chaque année à moderniser l’événement. La chaîne diffuse des matchs en direct de 11 heures à 18 h 40 pendant la quinzaine grâce à la complémentarité de France 2, France 3 et France 4. Des magazines traditionnels comme Un jour à Roland-Garros, L’Image du jour, Retour à Roland-Garros sont diffusés en fin de soirée durant la quinzaine de compétitions diffusée.
En 2006, le court Philippe-Chatrier était couvert par France 3 Lille avec quinze caméras dont deux caméras loupes, une caméra télécommandée sur rail et une sur tête remote, ainsi que quatre caméras ralentis. Le court Suzanne-Lenglen était couvert grâce aux moyens techniques de France 3 Marseille par dix caméras dont une caméra loupe et deux caméras ralentis. Le court no 1 était couvert grâce au car-régie de France 3 Rennes par quinze caméras et deux caméras ralentis. Enfin, les courts no 2 et 7 étaient couverts respectivement par quatre et cinq caméras, et une caméra ralenti. Le car-régie de France 3 Lyon couvrent les éditions quotidiennes avec onze caméras disposées dans les deux studios d’interviews, sur la terrasse, et dans les cabines commentateurs des courts Philippe-Chatrier et Suzanne-Lenglen.
Chaque année, le Super Signal, programme produit par la Fédération française de tennis pour les télévisions étrangères, est repris dans plus d’une centaine de pays par les diffuseurs partenaires. Au micro, Fred Stolle, Wally Masur, Kerryn Pratt, Mark Woodforde et David Basheer commentent l'épreuve.
Tous ces moyens font du tournoi de Roland-Garros l’événement sportif français le plus regardé dans le monde, sur 214 territoires au total, et le seul qui ait une couverture en direct sur un réseau de chaînes télévisées américaines. Les accords entre la FFT et la chaîne NBC ont été prolongés jusqu’en 2010 et ESPN2 a diffusé plus de 100 heures consacrées à Roland-Garros en 2006.
L'Union européenne de radio-télévision détient les droits audiovisuels des Internationaux de France sur les territoires européens hors France pour la période 2008-2011. L'UER a été choisie pour le prix d’achat des droits et la garantie d’exposition médiatique en Europe de l’événement. Un contrat de 56 millions d’euros, soit 14 millions d’euros en moyenne par an, a été signé. La garantie de couverture hertzienne de 120 à 490 heures.
En juillet 2019, les droits télé pour la diffusion de Roland-Garros sont de nouveau attribués à France Télévisions pour la période 2021-2023. Le groupe français devra toutefois partager certains créneaux puisque les matchs diffusés en soirée et ceux disputés sur le court Simone-Matthieu sont vendus à Amazon en exclusivité,. Les deux groupes codiffusent les demi finales et les finales. 
En 2022, France Télévisions et Amazon renouvellent leur contrat de diffusion pour la periode 2024-2027, mais le groupe du service public récupère la diffusion des matchs du court Simone Mathieu, le géant américain gardant seulement les night sessions, et les codiffusions des demi-finales et finales.

### Sponsors
Les organisateurs mettent à disposition des sponsors d'importants supports publicitaires. Les principaux sponsors du tournoi sont la banque BNP, parrain officiel du tournoi depuis 1973, qui est visible sur les bâches de fond de court et les polos des ramasseurs de balles; la marque Perrier dont le logo est sur les chaises des arbitres, celles des joueurs et les glacières, et Peugeot.
BNP Paribas est le seul parrain officiel des Internationaux de France de tennis. La banque française débourse vingt millions d'euros par an au tournoi. Sponsor à Roland-Garros dès 1973, les bâches vertes sont depuis aux couleurs de la BNP, tout comme les ramasseurs de balles dont elle participe à la sélection. En mai 2007, le contrat a été prolongé jusqu'en 2011.
Perrier est « Bulle officielle de Roland-Garros ». En 1978, la marque apparait pour la première fois sur les glacières, et les bouteilles Perrier viennent dans le stade. En 1989, Perrier apparait sur la chaise d’arbitre, et depuis 2000, le logo de Perrier est visible sur le parasol des joueurs. Les glaces Häagen-Dazs, les cafés Nespresso et les jus d'orange Tropicana sont aussi présents lors des Internationaux de France, les trois marques sont fournisseurs officiels du tournoi parisien.
Peugeot devient l'un des trois principaux partenaires des Internationaux de France de tennis de 1984 à 2021. Cinq années plus tard, il devient « partenaire et transporteur officiel » des Internationaux de France. Pour la première année, Peugeot met à disposition du tournoi cent véhicules avec chauffeurs et organise le transport des joueurs, des VIP et des officiels de Roland-Garros. En 2007, plus de 220 véhicules sont mis à la disposition du tournoi.
Adidas est le fournisseur des équipements pour les ramasseurs de balles et personnes encadrant du personnel. Il est un partenaire économique du tournoi, avec qui il est lié pour la vente des produits dérivés de celui-ci. L'équipementier est partenaire du tournoi de Roland-Garros depuis 1973, année lors de laquelle la marque a financé la construction du restaurant des joueurs. Le contrat entre Roland-Garros et Adidas prend fin en 2012.
Partenaire de la Fédération française de tennis depuis 1985, IBM, qui est aussi partenaire technologique des trois autres tournois du Grand Chelem, développe et s'occupe du site Internet du tournoi. Depuis 2007, Longines a remplacé Rado en tant que partenaire officiel et chronométreur des Internationaux de France.
En 2005, un accord a été signé entre le Lagardère SCA et la Fédération française de tennis. Pour les éditions 2005, 2006, 2007, 2008 et 2009, Lagardère, sponsor principal du tournoi de Roland-Garros, paie 11 millions d'euros au tournoi. Europe 1, filiale du groupe, bénéficie de cet accord qui lui permet d'offrir à ses auditeurs une couverture des Internationaux de France.
FedEx, leader mondial du transport express, a un partenariat avec le tournoi depuis 2002 et jusqu'aux Internationaux de France de tennis 2011. Le partenariat prévoit des espaces publicitaires sur les courts principaux et la mise à disposition d’un espace privé. Fed Ex prend en charge le transport des produits dérivés de la griffe Roland-Garros vendus sur le site internet de celle-ci,.
Alain Afflelou est partenaire officiel du tournoi depuis 2005. Le logo du lunetier est présent dans les tribunes du court central. Lacoste s'associe avec la marque Roland-Garros en 2008. La marque au crocodile propose une ligne en édition « Spécial Roland-Garros » en cette occasion. Adecco est partenaire officiel du tournoi de tennis en fauteuil de Roland-Garros. Algeco monte chaque année un centre de télévision d'une surface de près de 3 000 m2 et 435 m2 de terrasses afin d’accueillir les journalistes qui couvrent le tournoi. Sagem est partenaire du tournoi depuis 2006. Sagem crée des téléphones portables avec la griffe Roland-Garros à l'occasion du tournoi comme le My501C Roland-Garros Édition en 2007. Sogeres, Orange et Onet sont aussi fournisseurs officiels du tournoi.
Jusqu'à 2010 Dunlop était fournisseur de balles de tennis, tout comme Tecnifibre offrait au tournoi ses compétences dans le cordage des raquettes de tennis. Mais depuis 2011 c'est Babolat qui les remplace. Depuis 2020, Wilson fournit balles, raquettes, sacs et cordages.

### Produits dérivés

#### Griffe Roland-Garros

Graphique représentant l'évolution du chiffre d'affaires de la griffe Roland-Garros entre 1994 et 2000

La griffe Roland-Garros est lancée en 1987. Les valeurs fondamentales de la marque sont : légende, cosmopolite, fair-play, énergie, sensations, french touch, intergénérationnel et modernité.
Des sponsors de Roland-Garros proposent des produits en adéquation avec les valeurs de Roland-Garros.
En 2003, les produits de la griffe sont présents dans 10 500 points de vente dans près de quarante pays. Distribuée dans un réseau de 60 magasins multimarques en France et en Belgique, la Griffe Roland-Garros a généré, en 2004, un chiffre d'affaires de 9 millions d'euros.
Parmi les produits de la collection, on retrouve des produits des marques Carré Blanc, Lacoste, Lancel, Swatch, Alain Afflelou, Dunlop, Peugeot et Sagem.

#### Jeux vidéo
Le premier jeu vidéo associé au tournoi sorti sur console est Roland-Garros 97 sur PC. Avant les éditions 1998 et 1999, l'éditeur GT Interactive sort les jeux Roland-Garros 98, Roland-Garros 99, toujours sur PC. En 1999, Roland-Garros: French Open sort sur Game Boy. En 2000, Cryo Interactive édite le jeu Roland-Garros 2000 sur PC et sur Game Boy. Le 16 mai 2001, un nouveau jeu associé au tournoi est de nouveau disponible, Cryo sort Roland-Garros 2001 sur PC et Game Boy. Il sort deux semaines plus tard sur la PS1. En 2002, Carapace développe Roland-Garros 2002 qui sort sur PC, Game Boy Advance et PS2. Le 14 mai 2003, Wanadoo édition édite, comme l'année précédente, un jeu développé par Carapace. Roland-Garros 2003 est le nouvel opus de la série et est disponible sur PC, Game Boy Advance, Xbox. Cependant, le jeu n'est pas une réussite et aucun jeu ne sort en 2004. En 2005, Namco développe Roland-Garros 2005 powered by Smash Court Tennis sur PS2, considéré comme une réédition de Smash Court Tennis 2. En 2012, F4 sort Roland-Garros: The Virtual Tournament, un jeu accessible sur navigateur web et reprenant en partie le gameplay du tennis de son jeu Empire of Sports.

### Filmographie
- La Fabuleuse histoire de Roland-Garros, 1979, de Michel Audiard, réalisé par Charles Gérard.
- The French, film documentaire de William Klein consacré aux Internationaux de France de 1981 (diffusé sur la chaîne Canal Jimmy en 2001).

### Vidéographie
- « Michael Chang servant à la cuillère » [vidéo], sur ina.fr
- « Il était une fois Roland-Garros » [vidéo], sur ina.fr